# Lista de episódios de My Little Pony: A Amizade É Mágica
Esta é uma lista de episódios de My Little Pony: A Amizade É Mágica, uma série animada de televisão canadense-americana de 2010 desenvolvida por Lauren Faust. A série segue uma estudiosa pônei unicórnio antropomórfico (mais tarde um alicórnio) chamado Twilight Sparkle (Tara Strong) como sua mentora, Princesa Celestia (Nicole Oliver), a guia para aprender sobre a amizade na cidade de Ponyville. Twilight e seu dragão assistente Spike (Cathy Weseluck) se tornaram amigos íntimos de cinco outros pôneis: Applejack (Ashleigh Ball), Rarity (Tabitha St. Germain), Fluttershy (Andrea Libman), Rainbow Dash (Ball) e Pinkie Pie (Libman). Cada um dos pôneis representa uma faceta diferente da amizade, e Twilight descobre que é uma parte importante dos artefatos mágicos conhecidos como "Elementos de Harmonia". Os pôneis viajam em aventuras e ajudam outras pessoas ao redor de Equestria enquanto resolvem problemas que surgem em suas próprias amizades. Exibido pela primeira vez em The Hub (mais tarde renomeado Discovery Family), cada temporada compreende 26 episódios, com exceção da 3ª temporada, que continha 13 episódios. Embora inicialmente pretendido ter 11 minutos, cada episódio tem 22 minutos de duração. Durante o curso da série, 222 episódios de My Little Pony: A Amizade É Mágica foi ao ar, incluindo nove temporadas e dois especiais, entre 10 de outubro de 2010 e 12 de outubro de 2019. Outros meios liberados durante e após a sua run incluiu um longa-metragem e 6 clipes.
My Little Pony: A Amizade É Mágica é produzido pela Hasbro Studios nos Estados Unidos e DHX Media/Vancouver no Canadá. No Brasil, My Little Pony: A Amizade É Mágica foi exibido em 21 de novembro de 2011, no Discovery Kids. Em Portugal, My Little Pony: A Amizade É Mágica foi exibido em 5 de março de 2012, no Canal Panda e em 17 de outubro de 2016, no JimJam só com as primeiras duas temporadas. Também está disponível na Netflix com as primeiras cinco temporadas e no serviço de streaming do Canal Panda, Panda+, com a 7ª temporada desde 17 de abril de 2023 com 5 episódios por semana.  Internacionalmente, My Little Pony: A Amizade É Mágica foi ao ar na Treehouse TV no Canadá, Boomerang no Reino Unido até 2012 e em Tiny Pop e Pop, dois canais de televisão das crianças britânicos aberto de propriedade e operados pela Sony Pictures Television, a partir de Setembro de 2013, Okto em Singapura, Cartoon Network e mais tarde Boomerang com repetições de exibição de Eleven na Austrália e TV2 na Nova Zelândia, ntv7 e Astro Ceria na Malásia, e-Junior nos Emirados Árabes Unidos, Tooniverse na Coreia do Sul e TV Tokyo (temporadas 1–2) no Japão. A série recebeu críticas positivas dos críticos e recebeu uma indicação ao Prêmio Hugo de Melhor Apresentação Dramática, Forma Curta pelo episódio "O Mapa das Cutie Marks".

## Resumo
| Temporada | Temporada         | Episódios         | Exibição original      | Exibição original       | Exibição no Brasil     | Exibição no Brasil     | Exibição em Portugal    | Exibição em Portugal   |
| Temporada | Temporada         | Episódios         | Estreia                | Final                   | Estreia                | Final                  | Estreia                 | Final                  |
| --------- | ----------------- | ----------------- | ---------------------- | ----------------------- | ---------------------- | ---------------------- | ----------------------- | ---------------------- |
|           | 1                 | 26                | 10 de outubro de 2010  | 6 de maio de 2011       | 21 de novembro de 2011 | 28 de setembro de 2012 | 5 de março de 2012      | 9 de abril de 2012     |
|           | 2                 | 26                | 17 de setembro de 2011 | 21 de abril de 2012     | 3 de dezembro de 2012  | 29 de junho de 2013    | 18 de fevereiro de 2013 | 6 de março de 2013     |
|           | 3                 | 13                | 10 de novembro de 2012 | 16 de fevereiro de 2013 | 21 de julho de 2013    | 18 de outubro de 2013  | 31 de março de 2014     | 16 de abril de 2014    |
|           | 4                 | 26                | 23 de novembro de 2013 | 10 de maio de 2014      | 14 de julho de 2014    | 3 de abril de 2015     | 2 de fevereiro de 2015  | 9 de março de 2015     |
|           | 5                 | 26                | 4 de abril de 2015     | 28 de novembro de 2015  | 20 de setembro de 2015 | 28 de julho de 2016    | 1 de fevereiro de 2016  | 7 de março de 2016     |
|           | 6                 | 26                | 26 de março de 2016    | 22 de outubro de 2016   | 24 de setembro de 2016 | 13 de janeiro de 2017  | 25 de setembro de 2016  | 15 de dezembro de 2017 |
|           | 7                 | 26                | 15 de abril de 2017    | 28 de outubro de 2017   | 14 de agosto de 2017   | 4 de janeiro de 2019   | 17 de abril de 2023     | 15 de maio de 2023     |
|           | Filme             | Filme             | 6 de outubro de 2017   | 6 de outubro de 2017    | 5 de outubro de 2017   | 5 de outubro de 2017   | 14 de dezembro de 2017  | 14 de dezembro de 2017 |
|           | 8                 | 26                | 24 de março de 2018    | 13 de outubro de 2018   | 7 de janeiro de 2019   | 8 de fevereiro de 2019 | Nunca Foi Exibido       | Nunca Foi Exibido      |
|           | Especial de natal | Especial de natal | 27 de outubro de 2018  | 27 de outubro de 2018   | 28 de novembro de 2018 | 28 de novembro de 2018 | 31 de dezembro de 2023  | 31 de dezembro de 2023 |
|           | 9                 | 26                | 6 de abril de 2019     | 12 de outubro de 2019   | 6 de julho de 2019     | 2020                   | Nunca Foi Exibido       | Nunca Foi Exibido      |
|           | Especial          | Especial          | 29 de junho de 2019    | 29 de junho de 2019     | 27 de julho de 2019    | 27 de julho de 2019    | 15 de agosto de 2023    | 15 de agosto de 2023   |

## Episódios

### 1ª Temporada (2010-2011)
Esta temporada estreou originalmente nas sextas-feiras às 13:30 (segundo o Horário de Nova Iorque nos Estados Unidos UTC−5), com a exceção de uma prévia que foi lançada junto com a estreia do canal The Hub Network que foi estreada no domingo. Estreou no Brasil no dia 21 de novembro de 2011 e terminou no dia 28 de setembro de 2012. Estreou em Portugal no dia 5 de março de 2012 e terminou no dia 9 de abril de 2012. Estreou na Angola e Moçambique no dia 3 de fevereiro de 2015.
| Episódio (série) | Episódio (temp.) | Título                                                           | Dirigido por                    | Escrito por                         | Exibição original       | Exibição no Brasil     | Código |
| --- | ---------------- | ---------------------------------------------------------------- | ------------------------------- | ----------------------------------- | ----------------------- | ---------------------- | ------ |
| 1 | 1                | "A Amizade é Mágica (Parte 1)" "Friendship is Magic (Part 1)"    | Jayson Thiessen & James Wootton | Lauren Faust                        | 10 de outubro de 2010   | 21 de novembro de 2011 | 101    |
| Depois de tentar alertar a Princesa Celestia sobre o retorno da malvada Night Mare Moon, Twilight Sparkle e Spike viajam para Ponyville, onde conhecem Pinkie Pie, Applejack, Rainbow Dash, Rarity e Fluttershy.                                                                             |                  |                                                                  |                                 |                                     |                         |                        |        |
| 2 | 2                | "A Amizade é Mágica (Parte 2)" "Friendship is Magic (Part 2)"    | Jayson Thiessen & James Wootton | Lauren Faust                        | 22 de outubro de 2010   | 22 de novembro de 2011 | 102    |
| Twilight e suas novas amigas precisam ajudar a Princesa, mas não será fácil. Night Mare Moon desafia as pôneis com obstáculos individuais, que precisam superar para encontrar os Elementos da Harmonia, antes que seja tarde demais.                                                        |                  |                                                                  |                                 |                                     |                         |                        |        |
| 3 | 3                | "O Convite Extra" "The Ticket Master"                            | Jayson Thiessen & James Wootton | Amy Keating Rogers and Lauren Faust | 29 de outubro de 2010   | 23 de novembro de 2011 | 103    |
| Quando Twilight Sparkle recebe dois ingressos da Princesa Celestia para o grande baile galopante, todas as suas amigas ficam loucas para ir. Quem ela irá escolher? |                  |                                                                  |                                 |                                     |                         |                        |        |
| 4 | 4                | "Temporada de Coice na Macieira" "Applebuck Season"              | Jayson Thiessen & James Wootton | Amy Keating Rogers                  | 5 de novembro de 2010   | 24 de novembro de 2011 | 104    |
| É a temporada de maçãs em Ponyville. Applejack não tem ninguém para ajudá-la, mas está determinada a concluir a colheita das maçãs sozinha. |                  |                                                                  |                                 |                                     |                         |                        |        |
| 5 | 5                | "A Rainha das Brincadeiras" "Griffon the Brush-Off"              | Jayson Thiessen & James Wootton | Cindy Morrow                        | 12 de novembro de 2010  | 30 de dezembro de 2011 | 105    |
| Pinkie Pie e Rainbow Dash brincam de pregar peças em outros pôneis, mas quando uma velha amiga de Dash chamada Gilda aparece, Pinkie Pie de repente se vê posta de lado. |                  |                                                                  |                                 |                                     |                         |                        |        |
| 6 | 6                | "Caçadores de Exibicionistas" "Boast Busters"                    | Jayson Thiessen & James Wootton | Chris Savino                        | 19 de novembro de 2010  | 25 de novembro de 2011 | 106    |
| A chegada de Trixie, uma pônei mandona com poderes mágicos, irrita os pôneis de Ponyville. Eles então recorrem a Twilight para desafiá-la. |                  |                                                                  |                                 |                                     |                         |                        |        |
| 7 | 7                | "Dracofobia" "Dragonshy"                                         | Jayson Thiessen & James Wootton | Meghan McCarthy                     | 26 de novembro de 2010  | 28 de novembro de 2011 | 107    |
| Fluttershy precisa convencer um dragão dorminhoco a deixar a cidade antes que a fumaça negra que ele produz cubra toda Equestria, mas para isso terá que superar seu medo de dragões. |                  |                                                                  |                                 |                                     |                         |                        |        |
| 8 | 8                | "Olhe Bem Antes de Ir Dormir" "Look Before You Sleep"            | Jayson Thiessen & James Wootton | Charlotte Fullerton                 | 3 de dezembro de 2010   | 2 de dezembro de 2011  | 108    |
| Quando as pôneis se reúnem na casa de Twilight para uma festa do pijama, Rarity e Applejack começam a brigar e quase estragam a festa. Ausentes: Rainbow Dash, Pinkie Pie, Fluttershy. |                  |                                                                  |                                 |                                     |                         |                        |        |
| 9 | 9                | "Rédea nas Fofocas" "Bridle Gossip"                              | Jayson Thiessen & James Wootton | Amy Keating Rogers                  | 10 de dezembro de 2010  | 5 de dezembro de 2011  | 109    |
| Quando as pôneis são acometidos por doenças bizarras e engraçadas, acusam a misteriosa zebra Zecora de ter rogado uma praga sobre elas. |                  |                                                                  |                                 |                                     |                         |                        |        |
| 10 | 10               | "A Praga do Século" "Swarm of the Century"                       | Jayson Thiessen & James Wootton | M. A. Larson                        | 17 de dezembro de 2010  | 7 de dezembro de 2011  | 110    |
| Os parasprites, pequenas criaturas aladas que se multiplicam, chegam a Ponyville e começam a devorar tudo o que aparece em seu caminho. Os pôneis precisam descobrir uma forma de detê-los. Paródia: Gremlins                                                                                |                  |                                                                  |                                 |                                     |                         |                        |        |
| 11 | 11               | "Passagem do Inverno" "Winter Wrap Up"                           | Jayson Thiessen & James Wootton | Cindy Morrow                        | 24 de dezembro de 2010  | 9 de dezembro de 2011  | 111    |
| Twilight Sparkle faz o possível para se preparar para o fim do inverno sem precisar usar seus poderes mágicos, mas será difícil achar uma função que se enquadre a ela. |                  |                                                                  |                                 |                                     |                         |                        |        |
| 12 | 12               | "Em Busca da Marca Especial" "Call of the Cutie"                 | Jayson Thiessen & James Wootton | Meghan McCarthy                     | 7 de janeiro de 2011    | 12 de dezembro de 2011 | 112    |
| Perseguida por não ter ainda uma marca especial como todos os pôneis maduros, Apple Bloom faz de tudo para encontrar um talento que a leve a ganhar uma marca. Ausentes: Fluttershy, Rarity.                                                                                                 |                  |                                                                  |                                 |                                     |                         |                        |        |
| 13 | 13               | "Corrida das Folhas" "Fall Weather Friends"                      | Jayson Thiessen & James Wootton | Amy Keating Rogers                  | 28 de janeiro de 2011   | 14 de dezembro de 2011 | 113    |
| Quando Rainbow Dash e Applejack competem uma contra a outra na Corrida Anual das Folhas, a competição se acirra e elas fazem de tudo para vencer. |                  |                                                                  |                                 |                                     |                         |                        |        |
| 14 | 14               | "Feita Para o Sucesso" "Suited for Success"                      | Jayson Thiessen & James Wootton | Charlotte Fullerton                 | 4 de fevereiro de 2011  | 16 de dezembro de 2011 | 114    |
| Rarity se oferece para fazer o vestido de festa de todas as suas amigas para o baile, mas se atrapalha quando tenta incorporar as ideias de estilo de todas elas. |                  |                                                                  |                                 |                                     |                         |                        |        |
| 15 | 15               | "Sentido Pinkie" "Feeling Pinkie Keen"                           | Jayson Thiessen & James Wootton | Dave Polsky                         | 11 de fevereiro de 2011 | 8 de abril de 2012     | 115    |
| Pinkie começa a ter vários tiques estranhos que segundo ela são capazes de prever o futuro, porém Twilight não acredita nisso mesmo acontecendo tudo o que é previsto. Ela decide então observar Pinkie tentando provar que nada disso é verdade. Ausente: Rarity. Mencionada: Rainbow Dash. |                  |                                                                  |                                 |                                     |                         |                        |        |
| 16 | 16               | "Arco-Íris Supersônico" "Sonic Rainboom"                         | Jayson Thiessen & James Wootton | M. A. Larson                        | 18 de fevereiro de 2011 | 7 de maio de 2012      | 116    |
| Quando Twilight usa mágica e dá asas a Rarity para que ela possa ver Rainbow Dash competir em uma corrida de pégasos, Rarity fica tão empolgada com suas novas habilidades que deixa Rainbow ainda mais nervosa para fazer o Arco-Íris Supersônico.                                          |                  |                                                                  |                                 |                                     |                         |                        |        |
| 17 | 17               | "Mestra do Olhar" "Stare Master"                                 | Jayson Thiessen & James Wootton | Chris Savino                        | 25 de fevereiro de 2011 | 8 de maio de 2012      | 117    |
| Confiante sobre sua dedicação para cuidar de animais, Fluttershy se oferece para tomar conta de Sweetie Belle e suas amigas, mas a tarefa será muito diferente do que ela imaginava. Ausentes: Applejack, Rainbow Dash, Pinkie Pie.                                                          |                  |                                                                  |                                 |                                     |                         |                        |        |
| 18 | 18               | "As Artistas" "The Show Stoppers"                                | Jayson Thiessen & James Wootton | Cindy Morrow                        | 4 de março de 2011      | 9 de maio de 2012      | 118    |
| As Caçadoras da Marca Especial participam de um show de talentos para descobrirem suas verdadeiras vocações e ganharem uma recompensa, mas não procuram desenvolver talentos naquilo que gostam. Ausentes: Pinkie Pie, Fluttershy.                                                           |                  |                                                                  |                                 |                                     |                         |                        |        |
| 19 | 19               | "Cães-Diamante" "A Dog and Pony Show"                            | Jayson Thiessen & James Wootton | Amy Keating Rogers                  | 11 de março de 2011     | 10 de maio de 2012     | 119    |
| Quando está buscando joias para criar seus mais novos vestidos, Rarity acaba sendo capturada pelos gananciosos Cães Diamante, que a obrigam a trabalhar em suas minas de pedras preciosas.                                                                                                   |                  |                                                                  |                                 |                                     |                         |                        |        |
| 20 | 20               | "Verde Não Fica Bem para Você" "Green Isn't Your Color"          | Jayson Thiessen & James Wootton | Meghan McCarthy                     | 18 de março de 2011     | 11 de maio de 2012     | 120    |
| Rarity recebe a visita da famosa fotógrafa Photo Finish e decide mostrar seus talentos usando Fluttershy como modelo, mas é esta quem acaba conquistando as câmeras e se tornando a maior estrela de Equestria, despertando a inveja de Rarity.                                              |                  |                                                                  |                                 |                                     |                         |                        |        |
| 21 | 21               | "Barril de Pólvora" "Over a Barrel"                              | Jayson Thiessen & James Wootton | Dave Polsky                         | 25 de março de 2011     | 3 de setembro de 2012  | 121    |
| As pôneis tentam resolver um problema complicado entre os fazendeiros de Appleloosa e uma manada de búfalos, que brigam pelo mesmo território. |                  |                                                                  |                                 |                                     |                         |                        |        |
| 22 | 22               | "Um Pássaro no Casco" "A Bird in the Hoof"                       | Jayson Thiessen & James Wootton | Charlotte Fullerton                 | 8 de abril de 2011      | 4 de setembro de 2012  | 122    |
| Sem pedir permissão, Fluttershy pega emprestado o pássaro de estimação da Princesa Celestia, tentando curá-lo de sua aparência precária. A situação da ave, porém, só parece piorar. |                  |                                                                  |                                 |                                     |                         |                        |        |
| 23 | 23               | "As Crônicas da Marcas" "The Cutie Mark Chronicles"              | Jayson Thiessen & James Wootton | M. A. Larson                        | 15 de abril de 2011     | 5 de setembro de 2012  | 123    |
| As Caçadoras da Marca decidem perguntar às suas amigas como elas conseguiram suas marcas especiais, e cada pônei conta uma história emocionante. |                  |                                                                  |                                 |                                     |                         |                        |        |
| 24 | 24               | "Tudo Acaba Bem com a Coruja Também" "Owl's Well That Ends Well" | Jayson Thiessen & James Wootton | Cindy Morrow                        | 22 de abril de 2011     | 6 de setembro de 2012  | 124    |
| Quando Twilight faz amizade com uma coruja que a ajuda com as tarefas domésticas, Spike fica com ciúmes e teme ser substituído. |                  |                                                                  |                                 |                                     |                         |                        |        |
| 25 | 25               | "Festa de Uma Só" "Party of One"                                 | Jayson Thiessen & James Wootton | Meghan McCarthy                     | 29 de abril de 2011     | 7 de setembro de 2012  | 125    |
| Pinkie decide fazer uma festa, mas todas as pôneis dão alguma desculpa para não comparecerem, o que a deixa muito chateada. |                  |                                                                  |                                 |                                     |                         |                        |        |
| 26 | 26               | "A Melhor Noite de Todas" "The Best Night Ever"                  | Jayson Thiessen & James Wootton | Amy Keating Rogers                  | 6 de maio de 2011       | 28 de setembro de 2012 | 126    |
| É a melhor noite de todas. Todas as pôneis estão nervosas para o grande baile, mas quando chegam, descobrem que não tinham motivo para ficar tão nervosas. |                  |                                                                  |                                 |                                     |                         |                        |        |

Curiosidades:
- Twilight Sparkle é a única personagem a aparecer em todos os 26 episódios desta temporada.
- Applejack aparece em 25 dos 26 episódios desta temporada.
- Rarity aparece em 24 dos 26 episódios desta temporada.
- Rarity, Rainbow Dash, Pinkie Pie e Fluttershy aparecem em 23 dos 26 episódios desta temporada.

### 2ª Temporada (2011-2012)
Na versão original, os três primeiros episódios da segunda temporada estrearam às 9:00, os seguintes quinze episódios às 10:00, e os remanescentes às 13:00, com exceção do vigésimo sexto episódio, que estreou às 13:30, diretamente após o seu predecessor (horários segundo o Horário de Nova Iorque nos Estados Unidos, UTC−5). Estreou no Brasil no dia 1 de dezembro de 2012 com os episódios "Casamento em Canterlot" (Parte 1 e 2) e terminou com o episódio "Já Estava na Hora" no dia 29 de junho de 2013. Estreou em Portugal no dia 18 de fevereiro de 2013 e terminou no dia 6 de março de 2013.
| Episódio (série) | Episódio (temp.) | Título                                                                        | Dirigido por                    | Escrito por                                                    | Exibição original       | Exibição no Brasil    | Código | Audiência (em milhões) |
| --- | ---------------- | ----------------------------------------------------------------------------- | ------------------------------- | -------------------------------------------------------------- | ----------------------- | --------------------- | ------ | ---------------------- |
| 27 | 1                | "Retorno à Harmonia" (Parte 1) "The Return of Harmony (Part 1)"               | Jayson Thiessen & James Wootton | M. A. Larson                                                   | 17 de setembro de 2011  | 3 de dezembro de 2012 | 201    | 0.48                   |
| A paz em Equestria é ameaçada quando Discórdia, o espírito do caos, escapa de sua prisão na pedra. Twilight e suas amigas têm que derrotá-lo usando os elementos de Harmonia. Isso se conseguirem encontrá-los. |                  |                                                                               |                                 |                                                                |                         |                       |        |                        |
| 28 | 2                | "Retorno à Harmonia" (Parte 2) "The Return of Harmony (Part 2)"               | Jayson Thiessen & James Wootton | M. A. Larson                                                   | 24 de setembro de 2011  | 4 de dezembro de 2012 | 202    | 0.48                   |
| A maldade de Discórdia causa uma separação entre as seis amigas, o que torna os elementos de Harmonia inúteis. Twilight precisa refazer essa amizade para poder usar os elementos contra Discórdia. |                  |                                                                               |                                 |                                                                |                         |                       |        |                        |
| 29 | 3                | "Lição Zero" "Lesson Zero"                                                    | James Wootton                   | Meghan McCarthy                                                | 15 de outubro de 2011   | 5 de dezembro de 2012 | 203    | N/A                    |
| A superorganizada Twilight entra em pânico quando não consegue escrever sua carta semanal para a princesa Celestia contendo uma lição sobre a amizade. |                  |                                                                               |                                 |                                                                |                         |                       |        |                        |
| 30 | 4                | "Eclipse da Luna" "Luna Eclipsed"                                             | Jayson Thiessen                 | M. A. Larson                                                   | 22 de outubro de 2011   | 6 de dezembro de 2012 | 204    | N/A                    |
| É a noite do pesadelo e as comemorações macabras estão em pleno andamento, quando a Princesa Luna aparece em Ponyville, determinada a mudar sua fama de assustadora. Tema: Halloween Ausente: Rarity. |                  |                                                                               |                                 |                                                                |                         |                       |        |                        |
| 31 | 5                | "Encontro das Irmãs de Casco" "Sisterhooves Social"                           | James Wootton                   | Cindy Morrow                                                   | 5 de novembro de 2011   | 7 de dezembro de 2012 | 205    | N/A                    |
| Sweetie Belle renega sua irmã Rarity quando esta se recusa a participar de uma disputa difícil entre duplas de irmãs. Ausentes: Twilight Sparkle, Rainbow Dash, Pinkie Pie, Fluttershy. Episódios Relacionados: O Clube das Irmãs de Casco (5ª temporada, episódio 17)                                                                                    |                  |                                                                               |                                 |                                                                |                         |                       |        |                        |
| 32 | 6                | "Belas Pústulas" "The Cutie Pox"                                              | Jayson Thiessen                 | Amy Keating Rogers                                             | 12 de novembro de 2011  | 21 de janeiro de 2013 | 206    | N/A                    |
| Apple Bloom finalmente consegue sua bela marca! Mas a alegria se transforma em pânico quando várias outras belas marcas começam a surgir em seu corpo, a obrigando a por em prática vários talentos ao mesmo tempo. Ausente: Fluttershy. |                  |                                                                               |                                 |                                                                |                         |                       |        |                        |
| 33 | 7                | "Que Ganhe o Melhor Animal de Estimação" "May the Best Pet Win!"              | James Wootton                   | Charlotte Fullerton                                            | 19 de novembro de 2011  | 22 de janeiro de 2013 | 207    | N/A                    |
| Rainbow Dash promove uma corrida aérea para determinar quem terá a honra de ser seu animal de estimação. |                  |                                                                               |                                 |                                                                |                         |                       |        |                        |
| 34 | 8                | "A Misteriosa Égua do Bem" "The Mysterious Mare Do Well"                      | Jayson Thiessen                 | Merriwether Williams                                           | 26 de novembro de 2011  | 10 de abril de 2013   | 208    | N/A                    |
| Um vingador mascarado está roubando a posição de Rainbow Dash como heroína do trovão de Ponyville. |                  |                                                                               |                                 |                                                                |                         |                       |        |                        |
| 35 | 9                | "A Simplicidade e a Elite" "Sweet and Elite"                                  | James Wootton                   | Meghan McCarthy                                                | 3 de dezembro de 2011   | 24 de janeiro de 2013 | 209    | N/A                    |
| Durante uma viagem bem sucedida a Canterlot, Rarity tem que escolher entre os contatos sociais importantes que ela fez na capital e suas amigas simplórias de Ponyville. |                  |                                                                               |                                 |                                                                |                         |                       |        |                        |
| 36 | 10               | "O Segredo do Meu Excesso" "Secret of My Excess"                              | Jayson Thiessen                 | M. A. Larson                                                   | 10 de dezembro de 2011  | 12 de abril de 2013   | 210    | N/A                    |
| Os presentes de aniversário de Spike ativam seus instintos gananciosos de dragão e causam nele um surto de crescimento chocante que ameaça destruir toda Ponyville. |                  |                                                                               |                                 |                                                                |                         |                       |        |                        |
| 37 | 11               | "Noite da Lareira Calorosa" "Hearth's Warming Eve"                            | James Wootton                   | Merriwether Williams                                           | 17 de dezembro de 2011  | 23 de janeiro de 2013 | 213    | N/A                    |
| As seis amigas montam uma peça teatral para mostrar como unicórnios, pégasos e pôneis terrestres puseram de lado suas diferenças e fundaram Equestria. Temas: Dia de Ação de Graças e Natal |                  |                                                                               |                                 |                                                                |                         |                       |        |                        |
| 38 | 12               | "Dia de Valorização da Família" "Family Appreciation Day"                     | James Wootton                   | Cindy Morrow                                                   | 7 de janeiro de 2012    | Nunca foi exibido     | 211    | N/A                    |
| Quando a Apple Bloom descobre que sua turma terá um dia de valorização da família, ela faz tudo em seu poder para pensar em uma maneira de manter Vovó Smith longe de falar com seus colegas e causando constrangimento eterno para ela. Ausentes: Twilight Sparkle, Rainbow Dash, Pinkie Pie, Fluttershy, Rarity.                                        |                  |                                                                               |                                 |                                                                |                         |                       |        |                        |
| 39 | 13               | "Os Bebês Cake" "Baby Cakes"                                                  | Jayson Thiessen                 | Charlotte Fullerton                                            | 14 de janeiro de 2012   | 18 de maio de 2013    | 212    | N/A                    |
| Pinkie Pie assume a tarefa de babá dos bebês gêmeos dos “cakes”, mas está incrivelmente despreparada para o desafio. Paródia: O Exorcista |                  |                                                                               |                                 |                                                                |                         |                       |        |                        |
| 40 | 14               | "O Último Rodeio" "The Last Roundup"                                          | Jayson Thiessen                 | Amy Keating Rogers                                             | 21 de janeiro de 2012   | 19 de maio de 2013    | 214    | N/A                    |
| As amigas viajam por toda Equestria a procura de Applejack, que desapareceu misteriosamente após participar de um rodeio em Canterlot. |                  |                                                                               |                                 |                                                                |                         |                       |        |                        |
| 41 | 15               | "O Espremedor de Suco Superveloz 6.000" "The Super Speedy Cider Squeezy 6000" | James Wootton                   | M. A. Larson                                                   | 28 de janeiro de 2012   | 25 de maio de 2013    | 215    | N/A                    |
| O futuro da fazenda Doce Maçã está em perigo quando a família Apple desafia os irmãos Flim e Flam numa competição de produção de cidra. O vencedor fica com a fazenda! |                  |                                                                               |                                 |                                                                |                         |                       |        |                        |
| 42 | 16               | "Leia e Chore" "Read It and Weep"                                             | Jayson Thiessen                 | Cindy Morrow                                                   | 4 de fevereiro de 2012  | 26 de maio de 2013    | 216    | N/A                    |
| Após zombar de que ler é coisa para intelectual, Rainbow Dash descobre o prazer da leitura enquanto se recupera no hospital de Ponyville. Ela conseguirá terminar de ler o livro antes que suas amigas descubram o seu segredo? Paródia: Indiana Jones |                  |                                                                               |                                 |                                                                |                         |                       |        |                        |
| 43 | 17               | "Dia do Coração" "Hearts and Hooves Day"                                      | James Wootton                   | Meghan McCarthy                                                | 11 de fevereiro de 2012 | 1 de junho de 2013    | 217    | 0.32                   |
| As candidatas a belas marcas decidem fazer uma poção do amor para que a senhorita Cheerilee e Big McIntosh se apaixonem, mas logo se arrependem quando percebem que o que fizeram foi um veneno do amor. Tema: Dia dos Namorados Ausentes: Applejack, Rainbow Dash, Pinkie Pie, Fluttershy, Rarity.                                                       |                  |                                                                               |                                 |                                                                |                         |                       |        |                        |
| 44 | 18               | "Finalmente um Amigo" "A Friend in Deed"                                      | Jayson Thiessen                 | Amy Keating Rogers                                             | 18 de fevereiro de 2012 | 2 de junho de 2013    | 218    | N/A                    |
| Pinkie Pie fica perplexa e sem saber o que fazer ao conhecer o asno Azedo Simplório, a primeira criatura a recusar a amizade dela. |                  |                                                                               |                                 |                                                                |                         |                       |        |                        |
| 45 | 19               | "Fazendo Pé Firme" "Putting Your Hoof Down"                                   | James Wootton                   | Charlotte Fullerton (história) Merriwether Williams (teleplay) | 3 de março de 2012      | 8 de junho de 2013    | 219    | N/A                    |
| Cansada de ser explorada e abusada pelos outros por seu jeito sensível, Fluttershy decide fazer um treinamento com o centauro Iron Will para aprender a se firmar e deixar de ser um capacho. No entanto, ela acaba se tornando grosseira e durona ao ponto que magoa os sentimentos de suas amigas. Ausentes: Twilight Sparkle, Applejack, Rainbow Dash. |                  |                                                                               |                                 |                                                                |                         |                       |        |                        |
| 46 | 20               | "Já Estava na Hora" "It's About Time"                                         | Jayson Thiessen                 | M. A. Larson                                                   | 10 de março de 2012     | 29 de junho de 2013   | 220    | N/A                    |
| Twilight entra num frenesi ao tentar prevenir um futuro desastre após receber um aviso vago dela própria vinda do futuro. Paródia: O Exterminador do Futuro |                  |                                                                               |                                 |                                                                |                         |                       |        |                        |
| 47 | 21               | "A Busca do Dragão" "Dragon Quest"                                            | James Wootton                   | Merriwether Williams                                           | 17 de março de 2012     | 15 de junho de 2013   | 221    | N/A                    |
| Spike parte numa viagem de autoconhecimento e se junta à grande migração de dragões. Mas será que uma gangue de dragões adolescentes rudes e desordeiros teriam as respostas às dúvidas de Spike sobre sua identidade? |                  |                                                                               |                                 |                                                                |                         |                       |        |                        |
| 48 | 22               | "A Fluttershy Furacão" "Hurricane Fluttershy"                                 | Jayson Thiessen                 | Cindy Morrow                                                   | 24 de março de 2012     | 16 de junho de 2013   | 222    | N/A                    |
| Fluttershy tenta superar seu medo de humilhação em público para ajudar Rainbow Dash e os outros pégasos e criar um tornado poderoso o suficiente para sugar a água necessária para a estação das chuvas até a cidade produtora de nuvens. Paródia: Karatê Kid Ausentes: Applejack, Pinkie Pie, Rarity.                                                    |                  |                                                                               |                                 |                                                                |                         |                       |        |                        |
| 49 | 23               | "Ponyville Confidencial" "Ponyville Confidential"                             | James Wootton                   | M. A. Larson                                                   | 31 de março de 2012     | 22 de junho de 2013   | 223    | N/A                    |
| As Caçadoras de Marcas Especiais passam a trabalhar na coluna de fofocas do jornal da escola. Mas rapidamente sua alegria se esvai quando percebem o quão mal suas histórias podem fazer aos outros pôneis. |                  |                                                                               |                                 |                                                                |                         |                       |        |                        |
| 50 | 24               | "Mistério no Expresso da Amizade" "MMMystery on the Friendship Express"       | Jayson Thiessen                 | Amy Keating Rogers                                             | 7 de abril de 2012      | 23 de junho de 2013   | 224    | N/A                    |
| Pinkie Pie começa a investigação mais boba da história de Equestria quando um bolo que ela está protegendo é destruído a caminho de Canterlot. Paródia: Sherlock Holmes |                  |                                                                               |                                 |                                                                |                         |                       |        |                        |
| 51 | 25               | "Casamento em Canterlot" (Parte 1) "A Canterlot Wedding (Part 1)"             | Jayson Thiessen & James Wootton | Meghan McCarthy                                                | 21 de abril de 2012     | 1 de dezembro de 2012 | 225    | 0.49                   |
| Twilight fica confusa com seus sentimentos conflitantes quando descobre que seu irmão Shining Armor vai se casar com Mi Amore, a sobrinha de Celestia. |                  |                                                                               |                                 |                                                                |                         |                       |        |                        |
| 52 | 26               | "Casamento em Canterlot" (Parte 2) "A Canterlot Wedding (Part 2)"             | Jayson Thiessen & James Wootton | Meghan McCarthy                                                | 21 de abril de 2012     | 1 de dezembro de 2012 | 226    | 0.48                   |
| Twilight salva seu irmão e toda a comunidade ao libertar a verdadeira Mi Amore e derrotara Rainha Chrysalis, uma mutante que havia assumido a aparência de Mi Amore numa tentativa de conquistar Equestria. |                  |                                                                               |                                 |                                                                |                         |                       |        |                        |

Curiosidades:
- Twilight Sparkle e Applejack aparecem em 23 dos 26 episódios desta temporada
- Rainbow Dash, Pinkie Pie, Fluttershy e Rarity aparecem em 22 dos 26 episódios desta temporada.

### 3ª Temporada (2012-2013)
Na versão original, a temporada estreou no dia 10 de novembro de 2012. O primeiro episódio foi ao ar às 10:00, e o segundo foi ao ar às 10:30. O resto dos episódio estreou às 10:30, seguindo uma reprise do episódio que havia estreado anteriormente (horários segundo o Horário de Nova Iorque nos Estados Unidos, UTC−5). Estreou no Brasil no dia 21 de julho de 2013 e terminou no dia 18 de outubro de 2013 com o episódio "Spike á Suas Ordens". Estreou em Portugal no dia 31 de março de 2014 e terminou no dia 16 de abril de 2014. Essa é a única temporada da série que possui 13 episódios.
| Episódio (série) | Episódio (temp.) | Título                                                                   | Dirigido por                    | Escrito por                                            | Exibição original       | Exibição no Brasil     | Código | Audiência (em milhões) |
| --- | ---------------- | ------------------------------------------------------------------------ | ------------------------------- | ------------------------------------------------------ | ----------------------- | ---------------------- | ------ | ---------------------- |
| 53 | 1                | "O Império do Cristal" (Parte 1) "The Crystal Empire (Part 1)"           | James Wootton & Jayson Thiessen | Meghan McCarthy                                        | 10 de novembro de 2012  | 21 de julho de 2013    | 301    | 0.58                   |
| Um reino mágico surge no polo norte de Equestria e a Princesa Celestia pede que Twilight e suas amigas encontrem uma forma de protegê-lo. |                  |                                                                          |                                 |                                                        |                         |                        |        |                        |
| 54 | 2                | "O Império do Cristal" (Parte 2) "The Crystal Empire (Part 2)"           | James Wootton & Jayson Thiessen | Meghan McCarthy                                        | 10 de novembro de 2012  | 21 de julho de 2013    | 302    | 0.58                   |
| Twilight tenta encontrar o coração escondido, que é a chave para manter o reino a salvo. |                  |                                                                          |                                 |                                                        |                         |                        |        |                        |
| 55 | 3                | "Excesso de Pinkie Pies" "Too Many Pinkie Pies"                          | Jayson Thiessen                 | Dave Polsky                                            | 17 de novembro de 2012  | 3 de agosto de 2013    | 303    | N/A                    |
| Quando Pinkie Pie não consegue escolher entre algumas atividades divertidas com suas amigas, ela decide usar mágica para se dividir em clones. Mas algo dá errado. |                  |                                                                          |                                 |                                                        |                         |                        |        |                        |
| 56 | 4                | "Uma Maçã Ruim" "One Bad Apple"                                          | James Wootton                   | Cindy Morrow                                           | 24 de novembro de 2012  | 4 de agosto de 2013    | 304    | N/A                    |
| A prima de Apple Bloom aparece para fazer uma visita e todas querem que ela se junte ao clube. Mas a esperança de ganhar uma nova amiga desaparece quando descobrem como ela é.                                                                                               |                  |                                                                          |                                 |                                                        |                         |                        |        |                        |
| 57 | 5                | "Duelo Mágico" "Magic Duel"                                              | Jayson Thiessen                 | M. A. Larson                                           | 1 de dezembro de 2012   | 10 de agosto de 2013   | 305    | N/A                    |
| A poderosa Trixie desafia Twilight em um duelo mágico. Twilight precisa vencer Trixie para voltar para casa, mas será que ela vai conseguir? |                  |                                                                          |                                 |                                                        |                         |                        |        |                        |
| 58 | 6                | "Com Insônia em Ponyville" "Sleepless in Ponyville"                      | James Wootton                   | Corey Powell                                           | 8 de dezembro de 2012   | 14 de outubro de 2013  | 306    | N/A                    |
| As histórias assustadoras de Rainbow Dash causam pesadelos em Scootaloo, que fica com medo de dormir. Mas se Scootaloo quiser se livrar dos pesadelos, ela tem que enfrentar o seu maior medo. Ausentes: Twilight Sparkle, Fluttershy, Pinkie Pie.                            |                  |                                                                          |                                 |                                                        |                         |                        |        |                        |
| 59 | 7                | "Academia Wonderbolts" "Wonderbolts Academy"                             | Jayson Thiessen                 | Merriwether Williams                                   | 15 de dezembro de 2012  | 15 de outubro de 2013  | 307    | N/A                    |
| O sonho se torna realidade quando Rainbow Dash é convidada para fazer parte da academia dos Wonderbolts. Paródia: Top Gun |                  |                                                                          |                                 |                                                        |                         |                        |        |                        |
| 60 | 8                | "Reunião da Família Apple" "Apple Family Reunion"                        | Jayson Thiessen                 | Cindy Morrow                                           | 22 de dezembro de 2012  | 17 de outubro de 2013  | 308    | N/A                    |
| O clã dos Apples se junta para uma reunião em família e a Vovó Smith incumbe Applejack de planejar a organização. Ausentes: Twilight Sparkle, Fluttershy. |                  |                                                                          |                                 |                                                        |                         |                        |        |                        |
| 61 | 9                | "Spike às suas Ordens" "Spike at Your Service"                           | James Wootton                   | Dave Polsky (história) Merriwether Williams (teleplay) | 29 de dezembro de 2012  | 18 de outubro de 2013  | 310    | N/A                    |
| Quando Applejack salva a vida de Spike, este insiste que tem para com ela um débito de vida e precisa servi-la para sempre. |                  |                                                                          |                                 |                                                        |                         |                        |        |                        |
| 62 | 10               | "Mantenha a Calma e Continue Batendo as Asas" "Keep Calm and Flutter On" | Jayson Thiessen                 | Teddy Antonio (história) Dave Polsky (teleplay)        | 19 de janeiro de 2013   | 18 de agosto de 2013   | 311    | N/A                    |
| Quando os pôneis de Ponyville recebem a incumbência de ajudar a reformar Discórdia, Fluttershy é a única disposta a lhe dar uma chance. |                  |                                                                          |                                 |                                                        |                         |                        |        |                        |
| 63 | 11               | "Só com Companheiros Inseparáveis" "Just for Sidekicks"                  | James Wootton                   | Corey Powell                                           | 26 de janeiro de 2013   | 16 de outubro de 2013  | 308    | N/A                    |
| Enquanto as pôneis viajam para o Império de Cristal, Spike fica encarregado de cuidar dos animais de estimação de cada uma, o que não será nada fácil. Episódios de Aqui e Seguinte que Ocorrem Simultaneamente: Jogos para Pôneis                                            |                  |                                                                          |                                 |                                                        |                         |                        |        |                        |
| 64 | 12               | "Jogos para Pôneis" "Games Ponies Play"                                  | James Wootton                   | Dave Polsky                                            | 9 de fevereiro de 2013  | 15 de setembro de 2013 | 312    | N/A                    |
| O Império de Cristal está se preparando para sediar os Jogos de Equestria e Princesa Cadance pede para Twilight e suas amigas ajudarem a dar as boas vindas à inspetora dos jogos. Episódios de Aqui e Seguinte que Ocorrem Simultaneamente: Só com Companheiros Inseparáveis |                  |                                                                          |                                 |                                                        |                         |                        |        |                        |
| 65 | 13               | "A Cura do Mistério Mágico" "Magical Mystery Cure"                       | Jayson Thiessen                 | M. A. Larson                                           | 16 de fevereiro de 2013 | 15 de setembro de 2013 | 313    | N/A                    |
| Twilight precisa achar uma maneira de reverter um feitiço para trazer suas amigas de volta às suas vidas normais. Durante a procura, o verdadeiro destino de Twilight é revelado.                                                                                             |                  |                                                                          |                                 |                                                        |                         |                        |        |                        |

Curiosidades:
- Applejack, Rainbow Dash e Rarity aparecem em todos os 13 episódios desta temporada.
- Pinkie Pie aparece em 12 dos 13 episódios desta temporada.
- Twilight Sparkle e Fluttershy aparecem em 11 dos 13 episódios desta temporada.
- Essa é considerada a única temporada mais curta da série em torno de13 episódios.

### 4ª Temporada (2013-2014)
Na versão original, a temporada estreou em 23 de novembro de 2013. Com a exceção do primeiro episódio, que estreou às 10:00, todos os episódios estrearam às 10:30 (UTC−5). A temporada acabou no dia 10 de maio de 2014, com um final de duas partes. Estreou no Brasil no dia 14 de julho de 2014 e terminou no dia 3 de abril de 2015, um dia antes da estreia da quinta temporada nos Estados Unidos. Estreou em Portugal no dia 2 de fevereiro de 2015 e terminou no dia 9 de março de 2015.
| Episódio (série) | Episódio (temp.) | Título | Dirigido por                                | Escrito por                                              | Exibição original       | Exibição em português                          | Código | Audiência (em milhões) |
| --- | ---------------- | --- | ------------------------------------------- | -------------------------------------------------------- | ----------------------- | ---------------------------------------------- | ------ | ---------------------- |
| 66 | 1                | "A Princesa Twillight Sparkle (BR) O Brilho da Princesa Twilight Sparkle (PT)" (Parte 1) "Princess Twilight Sparkle (Part 1)" | Jayson Thiessen (co-diretor por Jim Miller) | Meghan McCarthy                                          | 23 de novembro de 2013  | 14 de julho de 2014 2 de fevereiro de 2015     | 401    | 0.73                   |
| A princesa Twilight ainda está se adaptando às novas asas, e ao novo título, enquanto se prepara para a celebração do sol de verão. |                  | |                                             |                                                          |                         |                                                |        |                        |
| 67 | 2                | "A Princesa Twillight Sparkle (BR) O Brilho da Princesa Twilight Sparkle (PT)" (Parte 2) "Princess Twilight Sparkle (Part 2)" | Jayson Thiessen (co-diretor por Jim Miller) | Meghan McCarthy                                          | 23 de novembro de 2013  | 15 de julho de 2014 3 de fevereiro de 2015     | 402    | 0.71                   |
| Twilight volta no tempo e conhece a origem dos Elementos da Harmonia quando procura uma maneira de resgatar as princesas desaparecidas e restaurar a ordem na Floresta da Liberdade.                                                                                          |                  | |                                             |                                                          |                         |                                                |        |                        |
| 68 | 3                | "O Castelo (BR) Castelo Mania (PT)" "Castle Mane-ia"                                                                          | Jayson Thiessen (co-diretor por Jim Miller) | Josh Haber                                               | 30 de novembro de 2013  | 16 de julho de 2014 4 de fevereiro de 2015     | 403    | 0.46                   |
| Depois de devolver os Elementos da Harmonia, a Princesa Twilight recebe uma arca misteriosa. Ela tem certeza que a arca está ligada a seu destino. |                  | |                                             |                                                          |                         |                                                |        |                        |
| 69 | 4                | "Daring Do" "Daring Don't" | Jayson Thiessen (co-diretor por Jim Miller) | Dave Polsky                                              | 7 de dezembro de 2013   | 17 de julho de 2014 5 de fevereiro de 2015     | 404    | 0.40                   |
| Rainbow Dash não poderia estar mais empolgada com o lançamento do novo livro da série Ousada Ativa. |                  | |                                             |                                                          |                         |                                                |        |                        |
| 70 | 5                | "Voo ao Infinito" "Flight to the Finish"                                                                                      | Jayson Thiessen (co-diretor por Jim Miller) | Ed Valentine                                             | 14 de dezembro de 2013  | 18 de julho de 2014 6 de fevereiro de 2015     | 405    | 0.57                   |
| Os jogos de Equestria estão se aproximando, e as Cutie Mark Crusaders estão ansiosas para ter a honra de carregar a bandeira de Ponyville na cerimônia de abertura. Ausentes: Twilight Sparkle, Applejack, Pinkie Pie, Fluttershy, Rarity.                                    |                  | |                                             |                                                          |                         |                                                |        |                        |
| 71 | 6                | "Pôneis Poderosos" "Power Ponies"                                                                                             | Jayson Thiessen (co-diretor por Jim Miller) | Meghan McCarthy, Charlotte Fullerton, e Betsy McGowen    | 21 de dezembro de 2013  | 8 de setembro de 2014 9 de fevereiro de 2015   | 406    | 0.68                   |
| Quando Spike põe suas garras em uma história em quadrinhos encantada, ele e seus amigos vão parar magicamente no mundo de Maretropolis. |                  | |                                             |                                                          |                         |                                                |        |                        |
| 72 | 7                | "Morcegos!" "Bats!" | Jayson Thiessen (co-diretor por Jim Miller) | Merriwether Williams                                     | 28 de dezembro de 2013  | 9 de setembro de 2014 10 de fevereiro de 2015  | 407    | 0.53                   |
| Quando sua fazenda de maçãs é atacada por morcegos que se alimentam de frutas, Applejack pede a ajuda de seus amigos para se livrar dos bichos, antes que eles façam mais estragos no pomar.                                                                                  |                  | |                                             |                                                          |                         |                                                |        |                        |
| 73 | 8                | "Rarity Vai para Manehattan" "Rarity Takes Manehattan"                                                                        | Jayson Thiessen (co-diretor por Jim Miller) | Dave Polsky                                              | 4 de janeiro de 2014    | 10 de setembro de 2014 11 de fevereiro de 2015 | 408    | 0.53                   |
| Rarity participa de uma competição de moda em Manehattan e leva seus amigos de Ponyville com ela, para que eles vejam as luzes da cidade e assistam a um musical. |                  | |                                             |                                                          |                         |                                                |        |                        |
| 74 | 9                | "Pinkie Apple Pie" "Pinkie Apple Pie"                                                                                         | Jayson Thiessen (co-diretor por Jim Miller) | Natasha Levinger                                         | 11 de janeiro de 2014   | 11 de setembro de 2014 12 de fevereiro de 2015 | 409    | 0.50                   |
| Applejack, Apple Bloom, Vovó Smith e Big Mac ficam animadas ao saber que Pinkie Pie pode ser sua prima de quarto grau. Ausentes: Rainbow Dash, Fluttershy, Rarity. |                  | |                                             |                                                          |                         |                                                |        |                        |
| 75 | 10               | "A Queda de Rainbow" "Rainbow Falls"                                                                                          | Jayson Thiessen (co-diretor por Jim Miller) | Corey Powell                                             | 18 de janeiro de 2014   | 12 de setembro de 2014 13 de fevereiro de 2015 | 410    | 0.51                   |
| Está chegando o dia dos jogos de Equestria, mas nem todos os pôneis poderão participar da competição. |                  | |                                             |                                                          |                         |                                                |        |                        |
| 76 | 11               | "Três É Demais" "Three's a Crowd"                                                                                             | Jayson Thiessen (co-diretor por Jim Miller) | Meghan McCarthy e Ed Valentine                           | 25 de janeiro de 2014   | 14 de outubro de 2014 16 de fevereiro de 2015  | 412    | 0.48                   |
| A Princesa Cadance está chegando a Ponyville para passar um dia com a cunhada Twilight, mas tudo complica com a visita inesperada de Discórdia. |                  | |                                             |                                                          |                         |                                                |        |                        |
| 77 | 12               | "Orgulhosa Pinkie" "Pinkie Pride"                                                                                             | Jayson Thiessen (co-diretor por Jim Miller) | Jayson Thiessen (história) Amy Keating Rogers (teleplay) | 1 de fevereiro de 2014  | 13 de outubro de 2014 17 de fevereiro de 2015  | 411    | 0.46                   |
| Pinkie Pie sempre foi conhecida por distribuir alegria em Ponyville com suas festas, mas vê sua fama ameaçada com a chegada de Cheese Sandwich, o maior animador de festas de Equestria.                                                                                      |                  | |                                             |                                                          |                         |                                                |        |                        |
| 78 | 13               | "Modos Simples" "Simple Ways"                                                                                                 | Jayson Thiessen (co-diretor por Jim Miller) | Josh Haber                                               | 8 de fevereiro de 2014  | 15 de outubro de 2014 18 de fevereiro de 2015  | 413    | 0.55                   |
| Trenderhoof, o escritor mais celebrado de Equestria, vai visitar Ponyville para participar de um festival, e Rarity fica empolgada demais. |                  | |                                             |                                                          |                         |                                                |        |                        |
| 79 | 14               | "Filli Vanilli" "Filli Vanilli"                                                                                               | Jayson Thiessen (co-diretor por Jim Miller) | Amy Keating Rogers                                       | 15 de fevereiro de 2014 | 16 de outubro de 2014 19 de fevereiro de 2015  | 414    | 0.58                   |
| Fluttershy descobre que possui um grande talento para a música, mas terá que superar seu medo de palco. |                  | |                                             |                                                          |                         |                                                |        |                        |
| 80 | 15               | "Encontro com a Twilight" "Twilight Time"                                                                                     | Jayson Thiessen (co-diretor por Jim Miller) | Dave Polsky                                              | 22 de fevereiro de 2014 | 17 de outubro de 2014 20 de fevereiro de 2015  | 415    | 0.47                   |
| As Cutie Mark Crusaders decidem se aproveitar da amizade com a Princesa Twilight para se tornarem populares no colégio. Ausentes: Rainbow Dash, Fluttershy. Mencionadas: Applejack, Rarity.                                                                                   |                  | |                                             |                                                          |                         |                                                |        |                        |
| 81 | 16               | "Não é Fácil Ser Breezies" "It Ain't Easy Being Breezies"                                                                     | Jayson Thiessen (co-diretor por Jim Miller) | Natasha Levinger                                         | 1 de março de 2014      | 3 de novembro de 2014 23 de fevereiro de 2015  | 416    | 0.64                   |
| Quando curiosas e delicadas criaturas chamadas Breezies perdem-se de seu bando, Fluttershy decide hospedá-los em sua casa. |                  | |                                             |                                                          |                         |                                                |        |                        |
| 82 | 17               | "Algum Pônei para Cuidar de Mim" "Somepony to Watch Over Me"                                                                  | Jayson Thiessen (co-diretor por Jim Miller) | Scott Sonneborn                                          | 8 de março de 2014      | 4 de novembro de 2014 24 de fevereiro de 2015  | 417    | 0.63                   |
| Aborrecida com a superproteção de sua irmã, Apple Bloom decide provar a Applejack que sabe se virar sozinha. Ausentes: Twilight Sparkle, Rainbow Dash, Pinkie Pie, Fluttershy. Mencionada: Rarity.                                                                            |                  | |                                             |                                                          |                         |                                                |        |                        |
| 83 | 18               | "A Visita de Maud" "Maud Pie"                                                                                                 | Jayson Thiessen (co-diretor por Jim Miller) | Noelle Benvenuti                                         | 15 de março de 2014     | 6 de novembro de 2014 25 de fevereiro de 2015  | 419    | 0.52                   |
| Pinkie Pie está ansiosa com a visita de sua irmã mais velha Maud. |                  | |                                             |                                                          |                         |                                                |        |                        |
| 84 | 19               | "Para Quem Sweetie Belle Trabalha?" "For Whom the Sweetie Belle Toils"                                                        | Jayson Thiessen (co-diretor por Jim Miller) | Dave Polsky                                              | 22 de março de 2014     | 7 de novembro de 2014 26 de fevereiro de 2015  | 420    | 0.66                   |
| Sentindo-se reprimida atrás do sucesso da irmã, Sweetie Belle decide sabotar as novas peças de Rarity. |                  | |                                             |                                                          |                         |                                                |        |                        |
| 85 | 20               | "Salto de Fé" "Leap of Faith"                                                                                                 | Jayson Thiessen (co-diretor por Jim Miller) | Josh Haber                                               | 29 de março de 2014     | 15 de março de 2015 27 de fevereiro de 2015    | 421    | 0.55                   |
| Quando a Família Apple passa algum tempo em uma lagoa, a Vovó revela a Big Mac, Applejack e Apple Bloom que gostava de mergulhar, mas depois de uma experiência traumática, ficou com medo de água. Ausentes: Twilight Sparkle, Rainbow Dash, Pinkie Pie, Fluttershy, Rarity. |                  | |                                             |                                                          |                         |                                                |        |                        |
| 86 | 21               | "Testando, Testando 1, 2, 3" "Testing Testing 1, 2, 3"                                                                        | Jayson Thiessen (co-diretor por Jim Miller) | Amy Keating Rogers                                       | 5 de abril de 2014      | 30 de março de 2015 2 de março de 2015         | 422    | 0.58                   |
| Rainbow Dash se prepara para uma prova de história, um teste que precisa passar para se tornar membro da Reservas de Wonderbolts. |                  | |                                             |                                                          |                         |                                                |        |                        |
| 87 | 22               | "Trocas!" "Trade Ya!" | Jayson Thiessen (co-diretor por Jim Miller) | Scott Sonneborn                                          | 19 de abril de 2014     | 5 de novembro de 2014 3 de março de 2015       | 418    | 0.51                   |
| As pôneis visitam a feira de trocas de Rainbow Falls, mas não será tão fácil conseguir o que querem. |                  | |                                             |                                                          |                         |                                                |        |                        |
| 88 | 23               | "Manifestação Inspiradora" "Inspiration Manifestation"                                                                        | Jayson Thiessen (co-diretor por Jim Miller) | Corey Powell e Meghan McCarthy                           | 26 de abril de 2014     | 31 de março de 2015 4 de março de 2015         | 423    | 0.39                   |
| Rarity não consegue impressionar um marionetista com seu teatro de bonecos ambulante. Ela fica tão frustrada que não tem tempo de preparar uma novidade para uma feira de Ponyville.                                                                                          |                  | |                                             |                                                          |                         |                                                |        |                        |
| 89 | 24               | "Jogos de Equestria" "Equestria Games"                                                                                        | Jayson Thiessen (co-diretor por Jim Miller) | Dave Polsky                                              | 3 de maio de 2014       | 1 de abril de 2015 5 de março de 2015          | 424    | 0.41                   |
| Quando Spike e Mane 6 viajam ao Império de Cristal para os Jogos de Equéstria, Spike é recebido como herói por derrotar o Rei Sombra e convidado a acender a tocha na cerimônia de abertura.                                                                                  |                  | |                                             |                                                          |                         |                                                |        |                        |
| 90 | 25               | "O Reino da Twilight" (Parte 1) "Twilight's Kingdom (Part 1)"                                                                 | Jayson Thiessen (co-diretor por Jim Miller) | Meghan McCarthy                                          | 10 de maio de 2014      | 2 de abril de 2015 6 de março de 2015          | 425    | 0.68                   |
| Twilight têm dúvidas sobre suas funções e não tem certeza sobre que tipo de princesa deveria ser. |                  | |                                             |                                                          |                         |                                                |        |                        |
| 91 | 26               | "O Reino da Twilight" (Parte 2) "Twilight's Kingdom (Part 2)"                                                                 | Jayson Thiessen (co-diretor por Jim Miller) | Meghan McCarthy                                          | 10 de maio de 2014      | 3 de abril de 2015 9 de março de 2015          | 426    | 0.79                   |
| Discórdia trai suas amigas e se une a Tirek e às Princesas Celéstia e Luna. A Princesa Cadence quer transferir sua magia a Twilight para garantir sua segurança. |                  | |                                             |                                                          |                         |                                                |        |                        |

Curiosidades:
- Twilight Sparkle e Pinkie Pie aparecem em 23 dos 26 episódios desta temporada.
- Applejack aparece em 24 dos 26 episódios desta temporada.
- Rainbow Dash aparece em 22 dos 26 episódios desta temporada.
- Fluttershy e Rarity aparecem em 21 dos 26 episódios desta temporada.
- A dubladora da Fluttershy teve que mudar a partir desta temporada pois a original ficou grávida até a volta da antiga, na temporada seguinte.

### 5ª Temporada (2015)
Em Janeiro de 2014 a produção da quinta temporada começa. Em 14 de fevereiro de 2014 foram planejadas nos próximos 5 anos da 4ª geração de My Little Pony até 2020, no mesmo ano, entra a 5ª geração. Em 7 de maio de 2014 a temporada foi oficialmente anunciada. Na versão original, a primeira metade da quinta temporada estreou no dia 4 de abril de 2015. A segunda metade da temporada estreou no dia 12 de setembro do mesmo ano. O primeiro e o vigésimo quinto episódio estrearam às 11:00, e todos os outros às 11:30 (UTC−5). Estreou no Brasil no dia 20 de setembro de 2015 e terminou no dia 28 de julho de 2016, dois dias antes da estreia da segunda metade da sexta temporada nos Estados Unidos. Estreou em Portugal no dia 1 de fevereiro de 2016 e terminou no dia 7 de março de 2016.
| Episódio (série) | Episódio (temp.) | Título                                                                                | Dirigido por                                | Escrito por | Exibição original      | Exibição no Brasil      | Código | Audiência (em milhões) |
| --- | ---------------- | ------------------------------------------------------------------------------------- | ------------------------------------------- | --- | ---------------------- | ----------------------- | ------ | ---------------------- |
| 92 | 1                | "O Mapa das Cutie Marks (Primeira Parte) (BR)" "The Cutie Map (Part 1)"               | Jayson Thiessen (co-diretor por Jim Miller) | Meghan McCarthy (história) Scott Sonneborn e M.A. Larson (teleplay)                                               | 4 de abril de 2015     | 20 de setembro de 2015  | 501    | 0.51                   |
| As pôneis são chamadas para resolver um problema de amizade, mas encontram um vilarejo utópico em que todos desistiram de suas Cutie Marks. |                  |                                                                                       |                                             | |                        |                         |        |                        |
| 93 | 2                | "O Mapa das Cutie Marks (Segunda Parte) (BR)" "The Cutie Map (Part 2)"                | Jayson Thiessen (co-diretor por Jim Miller) | Meghan McCarthy (história) Scott Sonneborn e M.A. Larson (teleplay)                                               | 4 de abril de 2015     | 20 de setembro de 2015  | 502    | 0.57                   |
| Quando as Cutie Marks das pôneis desaparecem, elas precisam achar uma forma de recuperá-las. Elas descobrem o motivo o roubo quando a pônei que as levou revela um segredo sombrio. |                  |                                                                                       |                                             | |                        |                         |        |                        |
| 94 | 3                | "Castelo, Doce Castelo (BR)" "Castle Sweet Castle"                                    | Jim Miller                                  | Joanna Lewis e Kristine Songco                                                                                    | 11 de abril de 2015    | 21 de setembro de 2015  | 503    | 0.42                   |
| Quando descobrem que a Princesa Twilight está evitando o seu novo castelo, suas amigas tentam fazer com que ela se sinta em casa. |                  |                                                                                       |                                             | |                        |                         |        |                        |
| 95 | 4                | "Alegrias e Tristezas (BR)" "Bloom & Gloom"                                           | Jim Miller                                  | Josh Haber | 18 de abril de 2015    | 22 de setembro de 2015  | 504    | 0.54                   |
| A ansiedade de Apple Bloom para receber a Cutie Mark transforma sua vida num pesadelo do qual talvez nunca consiga escapar. Ausente: Fluttershy. Mencionada: Twilight Sparkle. |                  |                                                                                       |                                             | |                        |                         |        |                        |
| 96 | 5                | "Obrigada pela Lembrança (BR)" "Tanks for the Memories"                               | Jim Miller                                  | Cindy Morrow | 25 de abril de 2015    | 23 de setembro de 2015  | 505    | 0.65                   |
| O título do episódio é uma variação da canção "Thanks for the Memory", de Bob Hope e Shirley Ross. Rainbow Dash descobre que Tank tem de hibernar durante o inverno. Para impedir isso, ela decide que a melhor solução é não deixar o inverno chegar.                                                                                                  |                  |                                                                                       |                                             | |                        |                         |        |                        |
| 97 | 6                | "O Cobiçado Rodeio de Appleloosa (BR)" "Appleoosa’s Most Wanted"                      | Jim Miller                                  | Dave Polsky | 2 de maio de 2015      | 24 de setembro de 2015  | 506    | 0.50                   |
| O título é uma paródia da série de TV dos EUA America’s Most Wanted. Neste episódio, as Cutie Mark Crusaders tentam fazer um infame fora da lei para a justiça. Ausentes: Twilight Sparkle, Rainbow Dash, Pinkie Pie, Fluttershy, Rarity. |                  |                                                                                       |                                             | |                        |                         |        |                        |
| 98 | 7                | "Faça Novos Amigos Mas Mantenha o Discórdia (BR)" "Make New Friends but Keep Discord" | Jim Miller                                  | Natasha Levinger                                                                                                  | 16 de maio de 2015     | 25 de setembro de 2015  | 507    | 0.31                   |
| Discórdia descobre que Fluttershy vai levar um novo amigo ao Baile de Gala, e não ele. Discórdia faz de tudo para mostrar que não ficou incomodado com isso. |                  |                                                                                       |                                             | |                        |                         |        |                        |
| 99 | 8                | "O Tesouro Perdido de Griffonstone (BR)" "The Lost Treasure of Griffonstone"          | Jim Miller                                  | Amy Keating Rogers                                                                                                | 23 de maio de 2015     | 19 de outubro de 2015   | 508    | 0.59                   |
| Quando o mapa chama Rainbow Dash e Pinkie Pie para o antigo reino de Griffonstone, elas discordam sobre o problema que devem resolver. Ausentes: Applejack, Fluttershy. Mencionada: Rarity. |                  |                                                                                       |                                             | |                        |                         |        |                        |
| 100 | 9                | "Um Pedaço da Vida (BR)" "Slice of Life"                                              | Jim Miller                                  | M.A. Larson | 13 de junho de 2015    | 20 de outubro de 2015   | 509    | 0.43                   |
| Enquanto as amigas estão ocupadas lutando contra um monstro, o restante de Ponyville tenta chegar a um casamento a tempo. Título Diferente: Um Trecho da Vida |                  |                                                                                       |                                             | |                        |                         |        |                        |
| 101 | 10               | "Princesa Spike (BR)" "Princess Spike"                                                | Jim Miller                                  | Jayson Thiessen e Jim Miller (história) Neal Dusedau (teleplay)                                                   | 20 de junho de 2015    | 21 de outubro de 2015   | 510    | 0.26                   |
| Quando Spike recebe a tarefa de garantir que nada incomode a Princesa Twilight, o poder sobe à sua cabeça e ele começa a tomar decisões importantes em seu nome, com consequências desastrosas. Ausentes: Applejack, Rainbow Dash, Pinkie Pie, Fluttershy, Rarity.                                                                                      |                  |                                                                                       |                                             | |                        |                         |        |                        |
| 102 | 11               | "Festa Estragada (BR)" "Party Pooped"                                                 | Jim Miller                                  | Jayson Thiessen e Jim Miller (história) Nick Confalone (teleplay)                                                 | 27 de junho de 2015    | 22 de outubro de 2015   | 511    | 0.37                   |
| Pinkie Pie dá uma festa para compensar a recepção desastrosa aos participantes de uma cúpula sobre a amizade. Mas ela precisar fazer uma viagem por Equestria para redescobrir sua inspiração. |                  |                                                                                       |                                             | |                        |                         |        |                        |
| 103 | 12               | "Fazendo as Pazes (BR)" "Amending Fences"                                             | Jim Miller                                  | M.A. Larson | 4 de julho de 2015     | 23 de outubro de 2015   | 512    | 0.28                   |
| Twilight percebe como não foi uma boa amiga antes de se mudar para Ponyville, ela e Spike voltam para fazer as pazes com seus amigos. |                  |                                                                                       |                                             | |                        |                         |        |                        |
| 104 | 13               | "Princesas Sonham com Carneiros Mágicos? (BR)" "Do Princesses Dream of Magic Sheep?"  | Jim Miller                                  | Jayson Thiessen e Jim Miller (história) Scott Sonneborn (teleplay)                                                | 11 de julho de 2015    | 29 de fevereiro de 2016 | 513    | 0.42                   |
| A Princesa Luna pede a ajuda das Mane 6 para encontrar o Tantabus, uma força mágica que ameaça transformar os sonhos de todas as pôneis de Equéstria em pesadelos. |                  |                                                                                       |                                             | |                        |                         |        |                        |
| 105 | 14               | "A Boutique de Canterlot (BR)" "Canterlot Boutique"                                   | Denny Lu                                    | Amy Keating Rogers                                                                                                | 12 de setembro de 2015 | 1 de março de 2016      | 514    | 0.43                   |
| O sonho de Rarity de ter uma butique em Canterlot finalmente se realiza. A loja é um sucesso, mas isso tem um preço que Rarity talvez não esteja disposta a pagar. Título Diferente: Boutique Canterlot |                  |                                                                                       |                                             | |                        |                         |        |                        |
| 106 | 15               | "As Investigações de Rarity! (BR)" "Rarity Investigates!"                             | Denny Lu                                    | Meghan McCarthy, M.A. Larson, Joanna Lewis e Kristine Songco (história) Joanna Lewis e Kristine Songco (teleplay) | 19 de setembro de 2015 | 3 de março de 2016      | 516    | 0.31                   |
| Quando Rainbow Dash é acusada de um crime de não cometeu, Rarity tenta provar sua inocência. Ausentes: Twilight Sparkle, Applejack, Pinkie Pie, Fluttershy. Título Diferente: As Investigações da Rarity! |                  |                                                                                       |                                             | |                        |                         |        |                        |
| 107 | 16               | "O Mapa de Manehattan (BR)" "Made in Manehattan"                                      | Denny Lu                                    | Noelle Benvenuti                                                                                                  | 26 de setembro de 2015 | 4 de março de 2016      | 517    | 0.34                   |
| Applejack e Rarity vão a Manehattan para resolver um problema e acabam ajudando Coco Pommel a realizar um grande projeto. Mas as três logo descobrem que vão ter mais trabalho do que imaginavam. Ausentes: Rainbow Dash, Pinkie Pie, Fluttershy. Episódios de Aqui e Seguinte que Ocorrem Simultaneamente: O Clube das Irmãs de Casco                  |                  |                                                                                       |                                             | |                        |                         |        |                        |
| 108 | 17               | "O Clube das Irmãs de Casco (BR)" "Brotherhooves Social"                              | Denny Lu                                    | Dave Polsky | 3 de outubro de 2015   | 30 de maio de 2016      | 518    | 0.31                   |
| Quando Applejack precisa viajar e não pode participar de um evento com Apple Bloom, Big Mac decide substituí-la. Ausentes: Pinkie Pie, Fluttershy. Mencionadas: Twilight Sparkle, Rarity. Episódios de Aqui e Seguinte que Ocorrem Simultaneamente: O Mapa de Manehattan Episódios Relacionados: Encontro das Irmãs de Casco (2ª temporada, episódio 5) |                  |                                                                                       |                                             | |                        |                         |        |                        |
| 109 | 18               | "Cruzadas da Cutie Mark (BR)" "Crusaders of the Lost Mark"                            | Denny Lu                                    | Amy Keating Rogers                                                                                                | 10 de outubro de 2015  | 31 de maio de 2016      | 519    | 0.30                   |
| Quando decide concorrer a presidente da classe, Pip Squeak encontra muita resistência da turma. Mas eles acabam ajudando sua velha inimiga, Diamond Tiara, de uma forma inesperada. |                  |                                                                                       |                                             | |                        |                         |        |                        |
| 110 | 19               | "A Pinkie Pie Já Sabia (BR)" "The One Where Pinkie Pie Knows"                         | Denny Lu                                    | Gillian M. Berrow                                                                                                 | 17 de outubro de 2015  | 1 de junho de 2016      | 520    | 0.33                   |
| Pinkie Pie tenta manter um segredo que envolve a Princesa Cadance e Shining Armor. |                  |                                                                                       |                                             | |                        |                         |        |                        |
| 111 | 20               | "Lareira e Decepção (BR)" "Hearthbreakers"                                            | Denny Lu                                    | Nick Confalone | 24 de outubro de 2015  | 2 de junho de 2016      | 521    | 0.38                   |
| Applejack está ansiosa para participar de uma data especial com a família de Pinkie Pie, mas logo descobre que eles têm um jeito muito diferente de comemorar. Temas: Dia de Ação de Graças e Natal Ausentes: Rainbow Dash, Fluttershy, Rarity. |                  |                                                                                       |                                             | |                        |                         |        |                        |
| 112 | 21               | "Mestra do Susto (BR)" "Scare Master"                                                 | Denny Lu                                    | Natasha Levinger                                                                                                  | 31 de outubro de 2015  | 2 de março de 2016      | 515    | 0.40                   |
| Fluttershy decide enfrentar seus medos e participar da Noite do Pesadelo com suas amigas. Tema: Halloween |                  |                                                                                       |                                             | |                        |                         |        |                        |
| 113 | 22               | "Como Fica o Discórdia? (BR)" "What About Discord?"                                   | Denny Lu                                    | Neal Dusedau | 7 de novembro de 2015  | 3 de junho de 2016      | 522    | 0.44                   |
| Quando volta de Canterlot, Twilight descobre que seus amigos se aproximaram muito de Discórdia durante sua ausência. Intrigada, ela suspeita de um plano sinistro. |                  |                                                                                       |                                             | |                        |                         |        |                        |
| 114 | 23               | "Os Hooffields e os McColts (BR)" "The Hooffields and McColts"                        | Denny Lu                                    | Joanna Lewis e Kristine Songco                                                                                    | 14 de novembro de 2015 | 25 de julho de 2016     | 523    | 0.48                   |
| A Princesa Twilight e Fluttershy são chamadas para resolver um conflito entre duas famílias que não conseguem se lembrar do motivo da briga. Ausentes: Applejack, Rainbow Dash, Pinkie Pie, Rarity. |                  |                                                                                       |                                             | |                        |                         |        |                        |
| 115 | 24               | "A Principal Atração com Crinas (BR)" "The Mane Attraction"                           | Denny Lu                                    | Amy Keating Rogers                                                                                                | 21 de novembro de 2015 | 26 de julho de 2016     | 524    | 0.29                   |
| Uma velha amiga se tornou uma grande estrela pop, mas Applejack percebe que seu empresário não está cuidando de seus interesses. |                  |                                                                                       |                                             | |                        |                         |        |                        |
| 116 | 25               | "A Nova Cutie Mark (Parte 1) (BR)" "The Cutie Re-Mark (Part 1)"                       | Denny Lu                                    | Josh Haber | 28 de novembro de 2015 | 27 de julho de 2016     | 525    | 0.25                   |
| Disposta a se vingar de Twilight e seus amigos, Starlight Glimmer invoca um feitiço que pode mudar o passado, o presente e o futuro de Equestria para sempre. |                  |                                                                                       |                                             | |                        |                         |        |                        |
| 117 | 26               | "A Nova Cutie Mark (Parte 2) (BR)" "The Cutie Re-Mark (Part 2)"                       | Denny Lu                                    | Josh Haber | 28 de novembro de 2015 | 28 de julho de 2016     | 526    | 0.33                   |
| A Princesa Twilight continua tentando impedir que Starlight mude o passado, mas teme que seus esforços sejam inúteis. |                  |                                                                                       |                                             | |                        |                         |        |                        |

Curiosidades:
- Twilight Sparkle e Applejack aparecem em 22 dos 26 episódios desta temporada.
- Rainbow Dash aparece em 21 dos 26 episódios desta temporada.
- Fluttershy aparece em 18 dos 26 episódios desta temporada.
- Pinkie Pie e Rarity aparecem em 20 dos 26 episódios desta temporada.
- A dubladora da Pinkie Pie teve que mudar a partir do episódio 7 desta temporada pois a original ficou grávida até a volta da antiga, no episódio 14 desta temporada.

### 6ª Temporada (2016)
Um artigo da Discovery Communications sobre a programação 2015-16 da Discovery Family menciona "My Little Pony Friendship is Magic Season 6" como parte da grade de programação diária. Jim Miller respondeu a um Twitter em relação a isso em 31 de março de 2015: "I think that's a typo." ("Eu acho que isso é um erro de digitação.") Horas depois, "#MLPseason6" fora tuitado por ambos Meghan McCarthy e Michael Vogel e ambos "Don't believe it. #MLPseason6 #conspiracy" e "Believe? #MLPSeason6" foram tuitados por Josh Haber. Miller depois confirmou o anúncio como sendo verdade no Twitter. Em 8 de julho de 2015, a Hasbro postou no Twitter que a sexta temporada sairia "mais tarde nesse ano", mas no dia seguinte isso foi revelado como sendo um erro. Na versão original, a primeira metade da sexta temporada estreou no dia 26 de março de 2016. A segunda metade da temporada estreou no dia 30 de julho do mesmo ano. O primeiro e o vigésimo quinto episódio estrearam às 11:00, e todos os outros às 11:30 (UTC−5). A temporada acabou no dia 22 de Outubro de 2016, com o final de duas partes. Estreou no Brasil no dia 24 de setembro pelo canal Discovery Kids com as duas partes de "O Cristalismo", e terminou no dia 13 de janeiro de 2017. Pré-estreou em Portugal no dia 25 de setembro de 2016 e estreou no dia 9 de novembro com as duas partes de "A Cristalização", e terminou no dia 15 de dezembro de 2017.
| Episódio (série) | Episódio (temp.) | Título                                                                          | Dirigido por         | Escrito por                                                                                             | Exibição original      | Exibição no Brasil     | Código | Audiência (em milhões) |
| --- | ---------------- | ------------------------------------------------------------------------------- | -------------------- | --- | ---------------------- | ---------------------- | ------ | ---------------------- |
| 118 | 1                | "O Cristalismo (Parte 1) (BR) " "The Crystalling (Part 1)"                      | Denny Lu e Tim Stuby | Josh Haber                                                                                              | 26 de março de 2016    | 24 de setembro de 2016 | 601    | 0.38                   |
| Twilight e suas amigas vão a "cristalização" do bebê de Cadence e Shining Armor, enquanto Twilight aproveita a oportunidade para presentear Starlight Glimmer com sua primeira lição de amizade.                                                                                     |                  |                                                                                 |                      | |                        |                        |        |                        |
| 119 | 2                | "O Cristalismo (Parte 2) (BR) " "The Crystalling (Part 2)"                      | Denny Lu e Tim Stuby | Josh Haber                                                                                              | 26 de março de 2016    | 24 de setembro de 2016 | 602    | 0.37                   |
| Enquanto Starlight tenta se recuperar do encontro fracassado com um velho amigo, Twilight e suas amigas tentam salvar o Império de Cristal de um inverno eterno. |                  |                                                                                 |                      | |                        |                        |        |                        |
| 120 | 3                | "O Presente de Maud Pie (BR) " "The Gift of the Maud Pie"                       | Denny Lu e Tim Stuby | Josh Haber, Michael P. Fox e Wil Fox (história) Michael P. Fox e Wil Fox (teleplay)                     | 2 de abril de 2016     | 27 de setembro de 2016 | 603    | 0.21                   |
| Enquanto está em Manehattan procurando o lugar ideal para sua nova loja, Rarity conta com a ajuda de Pinkie Pie para encontrar o presente perfeito para sua irmã, Maud - sem que ela saiba. Ausentes: Twilight Sparkle, Applejack, Rainbow Dash, Fluttershy.                         |                  |                                                                                 |                      | |                        |                        |        |                        |
| 121 | 4                | "Nas Suas Marcas (BR) " "On Your Marks"                                         | Denny Lu e Tim Stuby | Dave Polsky (história) Dave Polsky e Josh Haber (teleplay)                                              | 9 de abril de 2016     | 28 de setembro de 2016 | 604    | 0.30                   |
| Quando as Cutie Mark Crusaders precisam decidir o que fazer, Apple Bloom sugere que elas aceitem seu destino. O problema é que ela e suas amigas não conseguem entrar em um acordo. Ausentes: Twilight Sparkle, Applejack, Rainbow Dash, Pinkie Pie, Fluttershy. Mencionada: Rarity. |                  |                                                                                 |                      | |                        |                        |        |                        |
| 122 | 5                | "Prova de Fogo (BR) " "Gauntlet of Fire"                                        | Denny Lu e Tim Stuby | Joanna Lewis e Kristine Songco                                                                          | 16 de abril de 2016    | 29 de setembro de 2016 | 605    | N/A                    |
| Spike é obrigado a competir em um perigoso torneio para ganhar o título de Senhor dos Dragões e salvar seus amigos. Ausentes: Applejack, Rainbow Dash, Pinkie Pie, Fluttershy. |                  |                                                                                 |                      | |                        |                        |        |                        |
| 123 | 6                | "Sem Segundos Atalhos (BR) " "No Second Prances"                                | Denny Lu e Tim Stuby | Nick Confalone                                                                                          | 30 de abril de 2016    | 30 de setembro de 2016 | 606    | 0.26                   |
| Twilight tenta impedir Starlight Glimmer de fazer amizade com um pônei de má reputação. |                  |                                                                                 |                      | |                        |                        |        |                        |
| 124 | 7                | "Dash: A Novata (BR) " "Newbie Dash"                                            | Denny Lu e Tim Stuby | Dave Polsky e Dave Rapp (história) Dave Rapp (teleplay)                                                 | 7 de maio de 2016      | 3 de outubro de 2016   | 607    | 0.19                   |
| Rainbow Dash finalmente realiza o sonho de se tornar uma Wonderbolt, mas causa uma primeira impressão desastrosa com a equipe. Ela ganha um apelido tão constrangedor que faz de tudo para mudá-lo.                                                                                  |                  |                                                                                 |                      | |                        |                        |        |                        |
| 125 | 8                | "Um Conto da Lareira Calorosa (BR) " A Hearth's Warming Tail"                   | Denny Lu e Tim Stuby | Michael Vogel                                                                                           | 14 de maio de 2016     | 4 de outubro de 2016   | 608    | N/A                    |
| Todas as pôneis estão empolgadas para a Noite de Aquecer Corações - menos Starlight Glimmer. Para animá-la, Twilight decide ler uma de suas histórias favoritas desta noite tão especial. Temas: Dia de Ação de Graças e Natal                                                       |                  |                                                                                 |                      | |                        |                        |        |                        |
| 126 | 9                | "A Crítica da Rua Saddle (BR) " "The Saddle Row Review"                         | Denny Lu e Tim Stuby | Nick Confalone                                                                                          | 21 de maio de 2016     | 5 de outubro de 2016   | 609    | 0.25                   |
| Quando Rarity abre uma loja de bandeirinhas, um artigo revela como suas amigas quase estragaram tudo no dia da inauguração. |                  |                                                                                 |                      | |                        |                        |        |                        |
| 127 | 10               | "O "Dia" de Folga de Applejack (BR) " "Applejack's "Day" Off"                   | Denny Lu e Tim Stuby | Neal Dusedau, Michael P. Fox e Wil Fox (história) Michael P. Fox e Wil Fox (teleplay)                   | 28 de maio de 2016     | 6 de outubro de 2016   | 610    | 0.23                   |
| Enquanto Rarity tenta fazer Applejack relaxar em um spa, Twilight e Spike descobrem que as tarefas simples que ela faz na fazenda são mais difíceis do que eles imaginam. Ausentes: Pinkie Pie, Fluttershy.                                                                          |                  |                                                                                 |                      | |                        |                        |        |                        |
| 128 | 11               | "O Irmão da Fluttershy (BR) " "Flutter Brutter"                                 | Denny Lu e Tim Stuby | Meghan McCarthy (história) Dave Rapp (teleplay)                                                         | 4 de junho de 2016     | 7 de outubro de 2016   | 611    | N/A                    |
| Quando o irmão de Fluttershy, Zephyr Breeze, começa a sobrecarregar seus pais, ela o incentiva a sair de casa. Mas ele vai morar com ela, obrigando Fluttershy a apoiar e ajuda-lo a superar o medo do fracasso.                                                                     |                  |                                                                                 |                      | |                        |                        |        |                        |
| 129 | 12               | "Apimente Sua Vida (BR) " "Spice Up Your Life"                                  | Denny Lu e Tim Stuby | Michael Vogel                                                                                           | 11 de junho de 2016    | 21 de novembro de 2016 | 612    | N/A                    |
| Pinkie Pie e Rarity são chamadas para Canterlot para resolver um problema de família. Elas conhecem um pai e uma filha que tentam manter seu restaurante aberto e vivem em conflito.                                                                                                 |                  |                                                                                 |                      | |                        |                        |        |                        |
| 130 | 13               | "Mais Estranho que a Ficção (BR) " "Stranger Than Fan Fiction"                  | Denny Lu e Tim Stuby | Josh Haber e Michael Vogel                                                                              | 30 de julho de 2016    | 22 de novembro de 2016 | 613    | 0.25                   |
| Rainbow Dash vai a uma convenção em Manehattan e conhecem um pônei que odeia esses eventos tanto quanto ela os adora. Ausentes: Applejack, Pinkie Pie, Fluttershy, Rarity. |                  |                                                                                 |                      | |                        |                        |        |                        |
| 131 | 14               | "O Carro Antes dos Pôneis (BR) " "The Cart Before the Ponies"                   | Denny Lu e Tim Stuby | Ed Valentine e Michael Vogel (história) Ed Valentine (teleplay)                                         | 6 de agosto de 2016    | 23 de novembro de 2016 | 614    | N/A                    |
| As Cutie Mark Crusaders estão empolgadas com a chance de participar da corrida anual Applewood Derby - até que suas colegas de equipe, Rarity, Applejack e Rainbow Dash, dominam a competição. Ausentes: Twilight Sparkle, Pinkie Pie, Fluttershy.                                   |                  |                                                                                 |                      | |                        |                        |        |                        |
| 132 | 15               | "28 Pegadinhas Depois (BR) " "28 Pranks Later"                                  | Denny Lu e Tim Stuby | Meghan McCarthy (história) F.M. De Marco (teleplay)                                                     | 13 de agosto de 2016   | 24 de novembro de 2016 | 615    | 0.20                   |
| Quando as brincadeiras de mau gosto de Rainbow Dash fogem ao controle, todas as pôneis decidem fazê-la provar do próprio remédio. |                  |                                                                                 |                      | |                        |                        |        |                        |
| 133 | 16               | "Tempos de Mudança (BR) " "The Times They Are a Changeling"                     | Denny Lu e Tim Stuby | Michael Vogel, Kevin Burke e Chris "Doc" Wyatt (história) Kevin Burke e Chris "Doc" Wyatt (teleplay)    | 20 de agosto de 2016   | 25 de novembro de 2016 | 616    | 0.27                   |
| Spike retorna com Twilight e Sunburst ao Império de Cristal para visitar Flurry Heart. Mas quando chegam, eles descobrem que a população está em pânico por causa de um espião Changling.                                                                                            |                  |                                                                                 |                      | |                        |                        |        |                        |
| 134 | 17               | "Cavernas e Discórdias (BR) " "Dungeons & Discords"                             | Denny Lu e Tim Stuby | Nick Confalone                                                                                          | 27 de agosto de 2016   | 2 de janeiro de 2017   | 617    | 0.28                   |
| Quando as Mane 6 deixam a cidade, Discórdia decide se juntar o Spike e Big Mac em uma noite secreta só para garotos. Mas para infelicidade de Discórdia, eles só querem saber de jogar RPG.                                                                                          |                  |                                                                                 |                      | |                        |                        |        |                        |
| 135 | 18               | "Temporada de Pinotebol (BR) " "Buckball Season"                                | Denny Lu e Tim Stuby | Jennifer Skelly                                                                                         | 3 de setembro de 2016  | 3 de janeiro de 2017   | 618    | N/A                    |
| Pinkie Pie e Fluttershy surpreendem a todos quando provam ser as melhores jogadoras de buckball. Applejack e Rainbow Dash concordam em treiná-las contra Appleoosa, mas nem tudo sai como esperado. Ausentes: Twilight Sparkle, Rarity.                                              |                  |                                                                                 |                      | |                        |                        |        |                        |
| 136 | 19               | "A Falha nas Nossas Cutie Marks (BR) " "The Fault in Our Cutie Marks"           | Denny Lu e Tim Stuby | Josh Haber e Meghan McCarthy (história) Ed Valentine (teleplay)                                         | 10 de setembro de 2016 | 4 de janeiro de 2017   | 619    | N/A                    |
| Enquanto tentam resolver um problema que parece quase impossível de ser solucionado, uma jovem pede que eles a ajudem a conseguir a sua própria Cutie Mark. Ausente: Fluttershy. |                  |                                                                                 |                      | |                        |                        |        |                        |
| 137 | 20               | "Viva Las Pegasus (BR) " "Viva Las Pegasus"                                     | Denny Lu e Tim Stuby | Michael Vogel, Kevin Burke e Chris "Doc" Wyatt (história) Kevin Burke e Chris "Doc" Wyatt (teleplay)    | 17 de setembro de 2016 | 5 de janeiro de 2017   | 620    | N/A                    |
| O Mapa envia Applejack e Fluttershy para Las Pegasus, onde elas encontram Flim e Flam trabalhando num resort chamado Gladmane, onde acontecem estranhas transações. Ausente: Rarity. Mencionadas: Rainbow Dash, Pinkie Pie.                                                          |                  |                                                                                 |                      | |                        |                        |        |                        |
| 138 | 21               | "Cada Coisinha Que Ela Faz (BR) " "Every Little Thing She Does"                 | Denny Lu e Tim Stuby | Michael Vogel                                                                                           | 24 de setembro de 2016 | 6 de janeiro de 2017   | 621    | 0.21                   |
| Starlight Glimmer se sai muito bem nos estudos mágicos com Twilight Sparkle, mas evita fazer as aulas de amizade. |                  |                                                                                 |                      | |                        |                        |        |                        |
| 139 | 22               | "O Ponto de Vista de Cada Pônei (BR) " "P.P.O.V. (Pony Point of View)"          | Denny Lu e Tim Stuby | Kevin Burke, Chris "Doc" Wyatt, Michael P. Fox e Wil Fox (história) Michael P. Fox e Wil Fox (teleplay) | 1 de outubro de 2016   | 9 de janeiro de 2017   | 622    | 0.19                   |
| Quando Applejack, Rarity e Pinkie Pie voltam de um passeio de barco depois de uma briga, Twilight ouve três versões diferentes dos eventos para descobrir a verdade e salvar sua amizade. Mencionadas: Rainbow Dash, Fluttershy.                                                     |                  |                                                                                 |                      | |                        |                        |        |                        |
| 140 | 23               | "A Semente da Mentira (BR) " "Where the Apple Lies"                             | Denny Lu e Tim Stuby | Meghan McCarthy e Dave Rapp (história) Dave Rapp (teleplay)                                             | 8 de outubro de 2016   | 10 de janeiro de 2017  | 623    | 0.27                   |
| Quando Apple Bloom conta uma mentira, Applejack explica como aprendeu a valorizar a honestidade: depois de contar uma série de mentiras que quase destruiu a fazenda onde vive toda sua família. Ausentes: Twilight Sparkle, Rainbow Dash, Pinkie Pie, Fluttershy, Rarity.           |                  |                                                                                 |                      | |                        |                        |        |                        |
| 141 | 24               | "Asas Indomáveis (BR) " "Top Bolt"                                              | Denny Lu e Tim Stuby | Meghan McCarthy, Joanna Lewis e Kristine Songco (história) Joanna Lewis e Kristine Songco (teleplay)    | 15 de outubro de 2016  | 11 de janeiro de 2017  | 624    | N/A                    |
| Rainbow Dash e Twilight Sparkle são enviadas para a Academia Wonderbolt para ajudar duas amigas, Vapor Trail e Sky Stinger, a resolver um problema ligado à amizade. |                  |                                                                                 |                      | |                        |                        |        |                        |
| 142 | 25               | "Aonde e De Volta Outra Vez (Parte 1) (BR) " "To Where and Back Again (Part 1)" | Denny Lu e Tim Stuby | Josh Haber e Michael Vogel                                                                              | 22 de outubro de 2016  | 12 de janeiro de 2017  | 625    | 0.26                   |
| Sem a ajuda de Twilight Sparkle e das Mane Six, Starlight Glimmer reúne uma equipe de heróis para defender Equestria contra o retorno de uma de suas maiores ameaças. |                  |                                                                                 |                      | |                        |                        |        |                        |
| 143 | 26               | "Aonde e De Volta Outra Vez (Parte 2) (BR) " "To Where and Back Again (Part 2)" | Denny Lu e Tim Stuby | Josh Haber e Michael Vogel                                                                              | 22 de outubro de 2016  | 13 de janeiro de 2017  | 626    | 0.24                   |
| Para resgatar seus amigos e salvar Equestria, Starlight Glimmer lidera uma improvável equipe de "heróis" para combater os maiores e mais antigos inimigos das pôneis. |                  |                                                                                 |                      | |                        |                        |        |                        |

Curiosidades:
- Twilight Sparkle e Rarity aparecem em 21 dos 26 episódios desta temporada.
- Applejack aparece em 22 dos 26 episódios desta temporada.
- Rainbow Dash aparece em 20 dos 26 episódios desta temporada.
- Pinkie Pie aparece em 19 dos 26 episódios desta temporada.
- Fluttershy aparece em 17 dos 26 episódios desta temporada.ok

### 7ª Temporada (2017)
A sétima temporada foi confirmada pela Hasbro em 4 de outubro de 2016 e não será transmitido diretamente sobre Netflix, como inicialmente se pensava, mas normalmente em 2017. Em 7 de fevereiro de 2017, foi anunciado para se exibido em Abril de 2017 nos Estados Unidos. Em 16 de fevereiro de 2017, foi mostrado dois episódios titulados da sétima temporada, que foram anunciadas em DVD. A sétima temporada estreou no dia 15 de abril de 2017, que foi anunciado em 7 de março de 2017 no site Zap2it. No Brasil, estreou no dia 14 de agosto de 2017, às 16:10 (UTC-3), com dois primeiros episódios chamados "Conselho Celestial" e "Tudo Engarrafado", no canal Discovery Kids. Os episódios foram exibidos nos dias úteis às 16:10 (14 até 25 de agosto de 2017) com episódios chamados de "Conselho Celestial" até "Não Pedir Problemas", 13:52 (5 até 16 de fevereiro) com episódios chamados de "Harmonia Discordante" até "Era Uma Vez um Zepelim" e nos domingos às 17:38 com episódios chamados de "Marcas e Atividades" até "Laço Incomum" (12 até 26 de agosto). Por esta razão, as duas partes do episódio "Brincando com as Sombras" nunca foram exibido na televisão e deixando até mesmo essa temporada inacabada sem as duas partes do episódio final. Mais isso, finalmente acabou e a 7ª temporada teve final realizado no mesmo canal, nos dias 3 e 4 de janeiro de 2019. e o Discovery Kids teve um maior desgaste na 7ª temporada da série por quase dois anos de exibição essa temporada fracassou por causa dos hiatos dos episódios, e também pela moral baixa que a série acumulou no canal durante essa temporada. Em Portugal estreou no dia 17 de abril de 2023 no serviço de streaming do Canal Panda, o Panda+, e no canal a 20 de janeiro de 2024.
| Episódio (série) | Episódio (temp.) | Título                                                            | Dirigido por          | Escrito por                                                | Exibição                                                         | Código | Audiência (em milhões) |
| --- | ---------------- | ----------------------------------------------------------------- | --------------------- | ---------------------------------------------------------- | ---------------------------------------------------------------- | ------ | ---------------------- |
| 144 | 1                | "Conselho Celestial (BR) " "Celestial Advice"                     | Denny Lu e Tim Stuby  | Joanna Lewis e Kristine Songco                             | 15 de abril de 2017 14 de agosto de 2017                         | 701    | 0.25                   |
| Quando Twilight Sparkle se preocupa com futuro de Starlight, ela recebe conselhos de sua própria mentora, a Princesa Celéstia.                                                                            |                  |                                                                   |                       |                                                            |                                                                  |        |                        |
| 145 | 2                | "Tudo Engarrafado (BR) " "All Botted Up"                          | Denny Lu e Tim Stuby  | Joanna Lewis e Kristine Songco                             | 15 de abril de 2017 14 de agosto de 2017                         | 702    | 0.21                   |
| Enquanto as pôneis estão em um retiro, Starlight Glimmer e Trixie perdem o mapa da amizade de Twilight.                                                                                                   |                  |                                                                   |                       |                                                            |                                                                  |        |                        |
| 146 | 3                | "Um Turbilhão de Emoções (BR) " "A Flurry of Emotions"            | Denny Lu e Tim Stuby  | Sammie Crowley e Whitney Wetta                             | 22 de abril de 2017 15 de agosto de 2017                         | 703    | 0.22                   |
| Depois de planejar um dia cheio, Twilight Sparkle também concorda em cuidar de sua sobrinha, Flurry Heart.                                                                                                |                  |                                                                   |                       |                                                            |                                                                  |        |                        |
| 147 | 4                | "Amizade Pedrea (BR) " "Rock Solid Friendship"                    | Denny Lu e Tim Stuby  | Nick Confalone                                             | 29 de abril de 2017 16 de agosto de 2017                         | 704    | N/A                    |
| Quando Pinkie Pie, descobre que Maud pode se mudar para Ponyville, ela faz de tudo para provar à irmã que o viralejo tem mais a oferece do que pedras.                                                    |                  |                                                                   |                       |                                                            |                                                                  |        |                        |
| 148 | 5                | "Fluttershy Toma a Frente (BR) " "Fluttershy Leans In"            | Denny Lu e Tim Stuby  | Gillian M. Berrow                                          | 30 de abril de 2017 6 de maio de 2017 17 de agosto de 2017       | 705    | N/A                    |
| Fluttershy está determinada a realizar seus sonhos profissionais com ajuda de pôneis muito especias. |                  |                                                                   |                       |                                                            |                                                                  |        |                        |
| 149 | 6                | "Jovem para Sempre (BR) " "Forever Filly"                         | Denny Lu e Tim Stuby  | Michael P. Fox e Wil Fox                                   | 6 de maio de 2017 13 de maio de 2017 18 de agosto de 2017        | 706    | N/A                    |
| Quando surpreende Sweetie Belle com um dia cheiro de suas atividades favoritas, Rarity logo percebe que sua irmã mais nova já não é mais uma potrinha.                                                    |                  |                                                                   |                       |                                                            |                                                                  |        |                        |
| 150 | 7                | "Voo Guiado (BR) " "Parental Glideance"                           | Denny Lu e Tim Stuby  | Josh Hamilton                                              | 7 de maio de 2017 20 de maio de 2017 21 de agosto de 2017        | 707    | N/A                    |
| Quando os pais de Rainbow Dash descobrem que ela é Wonderbolts, eles comparecem a cada evento para torcer por ela.                                                                                        |                  |                                                                   |                       |                                                            |                                                                  |        |                        |
| 151 | 8                | "Difícil Dizer Qualquer Coisa (BR) " "Hard to Say Anything"       | Denny Lu e Mike Myhre | Becky Wangberg                                             | 13 de maio de 2017 27 de maio de 2016 22 de agosto de 2017       | 708    | 0.19                   |
| Quando as CMCs descobrem que Big Mac está apaixonado pela primeira vez, elas tentam ajudá-lo a conquistar o coração de Sugar Belle.                                                                       |                  |                                                                   |                       |                                                            |                                                                  |        |                        |
| l52 | 9                | "Maçã Honesta (BR) " "Honest Apple"                               | Denny Lu e Mike Myhre | Kevin Lappin                                               | 14 de maio de 2017 3 de junho de 2017 23 de agosto de 2017       | 709    | N/A                    |
| Quando Rarity pede que Applejack seja jurada de um desfile de moda, descobre que uma opinião, mesmo honesta, pode magoar.                                                                                 |                  |                                                                   |                       |                                                            |                                                                  |        |                        |
| 153 | 10               | "Um Problema Real (BR) " "A Royal Problem"                        | Denny Lu e Mike Myhre | Joanna Lewis e Kristine Songco                             | 20 de maio de 2017 10 de junho de 2017 24 de agosto de 2017      | 710    | 0.15                   |
| Starlight Glimmer é enviada para resolver um conflito entre a Princesa Celéstia e Princesa Luna. |                  |                                                                   |                       |                                                            |                                                                  |        |                        |
| 154 | 11               | "Não Pedir Problemas (BR) " "Not Asking For Trouble"              | Denny Lu e Mike Myhre | May Chan                                                   | 21 de maio de 2017 17 de junho de 2017 25 de agosto de 2017      | 711    | N/A                    |
| No dia em que Pinkie Pie visita o príncipe Rutherford e os Yaks, uma avalanche cai sobre seu viralejo. |                  |                                                                   |                       |                                                            |                                                                  |        |                        |
| 155 | 12               | "Harmonia Discordante (BR) " "Discordant Harmony"                 | Denny Lu e Mike Myhre | Michael P. Fox e Wil Fox                                   | 5 de agosto de 2017 5 de fevereiro de 2018                       | 712    | N/A                    |
| Discórdia convida Fluttershy para um chá em seu reino e acredita que ela não ficará à vontade. Assim, começa a mudar a si mesmo e tudo ao seu redor, com consequências desastrosas.                       |                  |                                                                   |                       |                                                            |                                                                  |        |                        |
| 156 | 13               | "A Pêra Perfeita (BR) " "The Perfect Pear"                        | Denny Lu e Mike Myhre | Joanna Lewis e Kristine Songco                             | 5 de agosto de 2017 6 de fevereiro de 2018                       | 713    | N/A                    |
| Os Irmãos Apple ouvem a história de amor de seus pais e descobrem que são mestiços. |                  |                                                                   |                       |                                                            |                                                                  |        |                        |
| 157 | 14               | "Fama e Infortuna (BR) " "Fame and Misfortune"                    | Denny Lu e Mike Myhre | Mitchell Larson                                            | 12 de agosto de 2017 7 de fevereiro de 2018                      | 714    | N/A                    |
| A publicação da Twilight Sparkle de seu livro de amizade leva a consequências inesperadas, quando outros pôneis começam a discutir sobre qual é a lição melhorada.                                        |                  |                                                                   |                       |                                                            |                                                                  |        |                        |
| 158 | 15               | "Ameaça Tripla (BR) " "Triple Threat"                             | Denny Lu e Mike Myhre | Josh Hamilton                                              | 19 de agosto de 2017 8 de fevereiro de 2018                      | 715    | N/A                    |
| Sem querer, Spike convida Ember e Thorax para visitar Ponyville no mesmo dia. Ele sabe que os dois líderes não se dão bem e faz de tudo para evitar que eles se encontrem.                                |                  |                                                                   |                       |                                                            |                                                                  |        |                        |
| 159 | 16               | "Contos de Acampamento (BR) " "Campfire Tales"                    | Denny Lu e Mike Myhre | Barry Safchik e Michael Platt                              | 26 de agosto de 2017 9 de fevereiro de 2018                      | 716    | N/A                    |
| A viagem de camping de suas irmãs é arruinada pelos Flyders. Então, Applejack, Rarity e Rainbow Dash contam para Sweetie Belle, Apple Bloom e Scootaloo as histórias de suas lendas favoritas.            |                  |                                                                   |                       |                                                            |                                                                  |        |                        |
| 160 | 17               | "Para Mudar um Changeling (BR) " "To Change a Changeling"         | Denny Lu e Mike Myhre | Kevin Lappin                                               | 2 de setembro de 2017 14 de fevereiro de 2018                    | 717    | N/A                    |
| Quando Starlight Glimmer e Trixie visitam Thorax, eles conhecem seu irmão, Pharynx, o único que ainda não está disposto a compartilhar o amor e se transformar.                                           |                  |                                                                   |                       |                                                            |                                                                  |        |                        |
| 161 | 18               | "O Fim da Daring Do? (BR)" "Daring Done?"                         | Denny Lu e Mike Myhre | Gillian M. Berrow                                          | 9 de setembro de 2017 12 de fevereiro de 2018                    | 718    | N/A                    |
| A escritora favorita de Rainbow Dash, A.K. Yearling, anuncia sua aposentadoria. Dash convence Pinkie Pie a partir em uma missão descobrir se um livro será fechado para sempre.                           |                  |                                                                   |                       |                                                            |                                                                  |        |                        |
| 162 | 19               | "Sua Crina Não Diz Nada (BR)" "It Isn't the Mane Thing About You" | Denny Lu e Mike Myhre | Josh Haber                                                 | 16 de setembro de 2017 15 de fevereiro de 2018                   | 719    | N/A                    |
| O xampu de Rarity é acidentalmente trocado pela poção removedora mágica de Zecora e ela faz de tudo para recuperar sua crina devastada para uma sessão de fotos.                                          |                  |                                                                   |                       |                                                            |                                                                  |        |                        |
| 163 | 20               | "Uma Informação Saudável (BR)" "A Health of Information"          | Denny Lu e Mike Myhre | Sammie Crowley e Whitney Wetta                             | 23 de setembro de 2017 13 de fevereiro de 2018                   | 720    | N/A                    |
| Enquanto ajuda Fluttershy a reunir suprimentos, Zecora contrai uma doença terrível chamada febre do pântano. Apesar de a cura ainda não ter sido descoberta, Fluttershy está decidida a encontrá-la.      |                  |                                                                   |                       |                                                            |                                                                  |        |                        |
| 164 | 21               | "Marcas e Atividades (BR)" "Marks and Recreation"                 | Denny Lu e Mike Myhre | May Chan                                                   | 30 de setembro de 2017 12 de agosto de 2018                      | 721    | N/A                    |
| Para ajudar a maior quantidade de flancos brancos possível, as CMCs criam um acampamento para fazer as cutie marks, mas ficam surpresas quando um dos participantes não as quer.                          |                  |                                                                   |                       |                                                            |                                                                  |        |                        |
| 165 | 22               | "Era Uma Vez um Zepelin (BR)" "Once Upon a Zeppelin"              | Denny Lu e Mike Myhre | Brittany Jo Flores                                         | 7 de outubro de 2017 16 de fevereiro de 2018                     | 722    | N/A                    |
| Twilight descobre que o cruzeiro onde passa férias com a família é uma viagem paga pelos pôneis pelo privilégio de passar algum tempo com ela. Mas como agradar à sua família e aos passageiros?          |                  |                                                                   |                       |                                                            |                                                                  |        |                        |
| 166 | 23               | "Tortas e Segredos (BR)" "Secrets and Pies"                       | Denny Lu e Mike Myhre | Josh Hamilton                                              | 14 de outubro de 2017 19 de agosto de 2018                       | 723    | N/A                    |
| Quando Pinkie Pie acha que viu Rainbow Dash jogar fora uma de suas tortas, ela desconfia de que ela as odeia em segredo. Pinkie Pie então tenta expor as mentiras de Rainbow Dash usando tortas.          |                  |                                                                   |                       |                                                            |                                                                  |        |                        |
| 167 | 24               | "Laço Incomum (BR)" "Uncommon Bond"                               | Denny Lu e Mike Myhre | Josh Haber e Kevin Lappin                                  | 15 de outubro de 2017 21 de outubro de 2017 26 de agosto de 2018 | 724    | N/A                    |
| Quando Starlight recebe uma visita de Sunburst, ela descobre que ele tem muitas coisas em comum com seus amigos e começa a se perguntar se tem alguma coisa em comum com ela.                             |                  |                                                                   |                       |                                                            |                                                                  |        |                        |
| 168 | 25               | "Brincando com as Sombras (Parte 1) (BR)" "Shadow Play (Part 1)"  | Denny Lu e Mike Myhre | Josh Haber (história) Josh Haber e Nicole Dubuc (teleplay) | 21 de outubro de 2017 28 de outubro de 2017 3 de janeiro de 2019 | 725    | N/A                    |
| Quando Sunburst descobre o diário perdido de Starswirl, Twilight fica obcecada por salvar seu ídolo mágico de uma prisão de mil anos.                                                                     |                  |                                                                   |                       |                                                            |                                                                  |        |                        |
| 169 | 26               | "Brincando com as Sombras (Parte 2) (BR)" "Shadow Play (Part 2)"  | Denny Lu e Mike Myhre | Josh Haber (história) Josh Haber e Nicole Dubuc (teleplay) | 22 de outubro de 2017 28 de outubro de 2017 4 de janeiro de 2019 | 726    | N/A                    |
| Quando Starswirl e os outros Pilares da Antiga Equestria retornam ao limbo onde ficaram presos por mil anos, Twilight e todos os seus amigos precisam trabalhar juntos para derrotar o Pônei das Sombras. |                  |                                                                   |                       |                                                            |                                                                  |        |                        |

### 8ª Temporada (2018)
A oitava temporada foi confirmada pela Hasbro, durante a apresentação da Toy Fair 2017, e será agendado para estrear na primavera de 2018 nos Estados Unidos, contendo 26 episódios, que foi apresentado no Twitter. Em 25 de maio de 2017, Jim Miller confirmou que esta temporada estava em produção e começará a ser transmitida em algum momento de 2018. No mesmo dia, Michael Vogel implicou que ele escreveu alguns roteiros para a temporada. Durante webcast da Hasbro 2017 Investor Day, que foram apresentados a partir de 3 de agosto de 2017, que incluem uma imagem da "MY LITTLE PONY SERIES" de 2018, que mostra oito personagens: uma changeling, um pônei desconhecido, Applejack, Twilight Sparkle, uma iaque, Spike, Pinkie Pie e leitura de livros da Rainbow Dash - em um local. Uma cena animada da estreia da temporada foi exibido na convenção HASCON da Hasbro, que foi apresentado em 9 de setembro de 2017. Em dezembro de 2017, seis episódios inacabados da próxima temporada, juntamente com uma versão atualizada da abertura, foram vazados por um hacker. A temporada estreou em 24 de março de 2018 nos Estados Unidos. No Brasil, o site Notícias da TV Brasileira anunciou que a estreia da 8ª temporada aconteceria no dia 10 de setembro de 2018, no canal Discovery Kids. Fora que foi desmentido que não aconteceu oficialmente a estreia dessa temporada no canal e tudo não se passou de uma Fake News. A Netflix de outro país exibiu os 26 episódios da temporada em 14 de dezembro de 2018, posteriormente no dia 1 de setembro, a Netflix do Brasil lançou a 8ª temporada, com dublagem brasileira, e mas finalmente estreou no dia 7 de janeiro de 2019 na televisão. Terminou as pressas em 8 de fevereiro, isso foi feito em estratégia para recuperar o prestígio da série após os atrasos de exibição dos episódios da 7ª temporada, que havia causado baixa audiência no canal por quase 2 anos de exibição e também teve baixa popularidade. No momento, a programação deu certo, para que a 9ª temporada estreasse no segundo semestre.
| Episódio (série) | Episódio (temp.) | Título                                                           | Dirigido por          | Escrito por                     | Exibição                                      | Código | Audiência (em milhões) |
| --- | ---------------- | ---------------------------------------------------------------- | --------------------- | ------------------------------- | --------------------------------------------- | ------ | ---------------------- |
| 170 | 1                | "Confusão na Escola (BR)" (Parte 1) "School Daze" (Part 1)       | Denny Lu e Mike Myhre | Michael Vogel e Nicole Dubuc    | 24 de março de 2018 7 de janeiro de 2019      | 801    | N/A                    |
| Quando o Mapa da Amizade aumenta para refletir o mundo além de Equestria, as Mane Six percebem que precisam ir mais longe para espalhar sua mensagem. Felizmente, Twilight já sabe o que fazer: abrir uma Escola de Amizade! |                  |                                                                  |                       |                                 |                                               |        |                        |
| 171 | 2                | "Confusão na Escola (BR)" (Parte 2) "School Daze" (Part 2)       | Denny Lu e Mike Myhre | Michael Vogel e Nicole Dubuc    | 24 de março de 2018 8 de janeiro de 2019      | 802    | N/A                    |
| Quando a Escola de Amizade é fechada, Twilight Sparkle precisa reunir seus alunos, inspirar os amigos e burlar as regras para defender o que sabe ser certo: todas as criaturas merecem aprender o valor da amizade.         |                  |                                                                  |                       |                                 |                                               |        |                        |
| 172 | 3                | "O Par da Maud (BR)" "The Maud Couple"                           | Denny Lu e Mike Myhre | Nick Confalone                  | 31 de março de 2018 9 de janeiro de 2019      | 803    | N/A                    |
| A amizade de Pinkie Pie com sua irmã e melhor amiga é abalada quando Maud começa a namorar um garoto que Pinkie não consegue suportar.                                                                                       |                  |                                                                  |                       |                                 |                                               |        |                        |
| 173 | 4                | "Finja Até Convencer (BR)" "Fake It Til You Make It"             | Denny Lu e Mike Myhre | Josh Hamilton                   | 7 de abril de 2018 10 de janeiro de 2019      | 804    | N/A                    |
| Fluttershy é a única pônei que pode cuidar da butique Manehattan na ausência de Rarity. Ela assume várias personalidades para lidar com a clientela, mas descobre que é perfeita para o trabalho sendo apenas ela mesma.     |                  |                                                                  |                       |                                 |                                               |        |                        |
| 174 | 5                | "Vovós à Solta (BR)" "Grannies Gone Wild"                        | Denny Lu e Mike Myhre | Gillian M. Berrow               | 14 de abril de 2018 11 de janeiro de 2019     | 805    | N/A                    |
| Quando Vovó Smith e suas amigas vão a Las Pegasus, Rainbow Dash decide acompanhá-las para poder andar na melhor montanha-russa do mundo antes que seja fechada.                                                              |                  |                                                                  |                       |                                 |                                               |        |                        |
| 175 | 6                | "Mar e/ou Terra (BR)" "Surf and/or Turf"                         | Denny Lu e Mike Myhre | Brian Hohlfeld                  | 21 de abril de 2018 14 de janeiro de 2019     | 806    | N/A                    |
| As Cutie Mark Crusaders tentam ajudar um jovem hipogrifo a descobrir qual é o seu lugar no mundo. Ele tem parentes no Monte Aris e primos que são pôneis do mar em Seaquestria, mas não consegue decidir onde quer morar.    |                  |                                                                  |                       |                                 |                                               |        |                        |
| 176 | 7                | "Uma Peça Hípica (BR)" "Horse Play"                              | Denny Lu e Mike Myhre | Kaita Mpambra                   | 28 de abril de 2018 15 de janeiro de 2019     | 807    | N/A                    |
| A Princesa Celéstia sempre sonhou em ser atriz em uma peça de teatro. Mas quando a seleciona para uma produção, Twilight Sparkle descobre que o talento de Celéstia não está nos palcos.                                     |                  |                                                                  |                       |                                 |                                               |        |                        |
| 177 | 8                | "O Mapa dos Pais (BR)" "The Parent Map"                          | Denny Lu e Mike Myhre | Dave Rapp                       | 5 de maio de 2018 16 de janeiro de 2019       | 808    | N/A                    |
| Starlight e Sunburst não visitam seus pais há muito tempo. Quando ambas são chamadas pelo mapa para ir até sua cidade natal, elas descobrem que seus pais estão ligados ao problema de amizade que elas precisam resolver.   |                  |                                                                  |                       |                                 |                                               |        |                        |
| 178 | 9                | "Cláusula de Não-Concorrência (BR)" "Non-Compete Clause"         | Denny Lu e Mike Myhre | Kim Beyer-Johnson               | 12 de maio de 2018 17 de janeiro de 2019      | 809    | N/A                    |
| Applejack e Rainbow Dash levam os alunos da Escola de Amizade em uma saída de campo para aprenderem a trabalhar em equipe. Mas acidentalmente, a aula ao ar livre mostra como não trabalhar em grupo.                        |                  |                                                                  |                       |                                 |                                               |        |                        |
| 179 | 10               | "Detalhes da Separação (BR)" "The Break Up Breakdown"            | Denny Lu e Mike Myhre | Nick Confalone                  | 19 de maio de 2018 18 de janeiro de 2019      | 810    | N/A                    |
| No Dia dos Cascos e Corações, Big Mac pretende ter um encontro romântico com Sugar Belle, mas tem uma surpresa desagradável quando ouve alguém dizer à Senhora Cake que ela pretende terminar com ele.                       |                  |                                                                  |                       |                                 |                                               |        |                        |
| 180 | 11               | "A Muda (BR)" "Molt Down"                                        | Denny Lu e Mike Myhre | Josh Haber                      | 26 de maio de 2018 21 de janeiro de 2019      | 811    | N/A                    |
| O dragão Spike sofre com uma série de sintomas bizarros, conhecida como a “muda”. Smolder explica a Spike que um constrangedor efeito colateral também obriga a família de um dragão nessas condições a expulsá-lo de casa!  |                  |                                                                  |                       |                                 |                                               |        |                        |
| 181 | 12               | "Marcas por Esforço (BR)" "Marks for Effort"                     | Denny Lu e Mike Myhre | Nicole Dubuc                    | 2 de junho de 2018 22 de janeiro de 2019      | 812    | N/A                    |
| As Cutie Mark Crusaders tentam convencer Twilight a deixá-las entrar na Escola de Amizade, apesar de ser evidente que elas já dominam o assunto.                                                                             |                  |                                                                  |                       |                                 |                                               |        |                        |
| 182 | 13               | "As 6 Malvadas (BR)" "The Mean 6"                                | Denny Lu e Mike Myhre | Michael Vogel                   | 9 de junho de 2018 23 de janeiro de 2019      | 813    | N/A                    |
| A Rainha Chrysalis retorna, pronta para executar sua vingança. |                  |                                                                  |                       |                                 |                                               |        |                        |
| 183 | 14               | "Uma Questão de Direção (BR)" "A Matter of Principals"           | Denny Lu e Mike Myhre | Nicole Dubuc                    | 4 de agosto de 2018 24 de janeiro de 2019     | 814    | N/A                    |
| Quando Twilight Sparkle encarrega Starlight de dirigir a Escola de Amizade, Discórdia fica frustrado por não ter sido escolhido para o trabalho e faz de tudo para sabotar os esforços de Starlight.                         |                  |                                                                  |                       |                                 |                                               |        |                        |
| 184 | 15               | "O Clube da Lareira Calorosa (BR)" "The Hearth's Warming Club"   | Denny Lu e Mike Myhre | Brian Hohlfeld                  | 4 de agosto de 2018 25 de janeiro de 2019     | 815    | N/A                    |
| Uma brincadeira que acaba mal estraga os preparativos de um evento especial. Enquanto Twilight tenta descobrir qual de seus alunos é o responsável, eles compartilham lembranças de casa.                                    |                  |                                                                  |                       |                                 |                                               |        |                        |
| 185 | 16               | "A Universidade da Amizade (BR)" "Friendship University"         | Denny Lu e Mike Myhre | Chris "Doc" Wyatt e Kevin Burke | 11 de agosto de 2018 28 de janeiro de 2019    | 816    | N/A                    |
| Quando Twilight descobre que existe outra Escola de Amizade, ela e Rarity decidem investigar. Elas ficam surpresas quando descobrem que o ídolo de Twilight e Pilar da Antiga Equestria frequenta a Universidade de Amizade. |                  |                                                                  |                       |                                 |                                               |        |                        |
| 186 | 17               | "O Fim da Amizade (BR)" "The End in Friend"                      | Denny Lu e Mike Myhre | Gillian M. Berrow               | 18 de agosto de 2018 29 de janeiro de 2019    | 817    | N/A                    |
| Rarity e Rainbow Dash começam a questionar por que são amigas se não conseguem encontrar nada em comum. |                  |                                                                  |                       |                                 |                                               |        |                        |
| 187 | 18               | "Iaque-Xofone (BR)" "Yakity-Sax"                                 | Denny Lu e Mike Myhre | Michael P. Fox e Wil Fox        | 25 de agosto de 2018 30 de janeiro de 2019    | 818    | N/A                    |
| Pinkie Pie se apaixona por um novo hobby: tocar o Zenithrash. Mas quando suas amigas não a apoiam por sua falta de habilidade, uma série de eventos pode levar Pinkie Pie a deixar Ponyville para sempre.                    |                  |                                                                  |                       |                                 |                                               |        |                        |
| 188 | 19               | "A Estrada Para A Amizade (BR)" "On the Road to Friendship"      | Denny Lu e Mike Myhre | Josh Haber                      | 1 de setembro de 2018 31 de janeiro de 2019   | 819    | N/A                    |
| Trixie é convidada a apresentar seu show de mágica em uma terra distante - e não consegue pensar em ninguém melhor para acompanhá-la que sua fiel e poderosa assistente, Starlight. Mas a viagem coloca sua amizade à prova. |                  |                                                                  |                       |                                 |                                               |        |                        |
| 189 | 20               | "Os Abusados (BR)" "The Washouts"                                | Denny Lu e Mike Myhre | Nick Confalone                  | 8 de setembro de 2018 1 de fevereiro de 2019  | 820    | N/A                    |
| Quando Scootaloo se apaixona por um grupo de pôneis artistas que viaja apresentando seus números, Rainbow Dash teme pela sua segurança e acredita que os dias de Scootaloo como sua fã número um terminaram.                 |                  |                                                                  |                       |                                 |                                               |        |                        |
| 190 | 21               | "Rockhoof e Um Lugar Difícil (BR)" "A Rockhoof and a Hard Place" | Denny Lu e Mike Myhre | Kaita Mpambara                  | 15 de setembro de 2018 4 de fevereiro de 2019 | 821    | N/A                    |
| Quando Rockhoof, um pilar heroico do passado, tem dificuldade para se adaptar ao mundo moderno, Twilight e suas amigas o ajudam a encontrar um novo propósito.                                                               |                  |                                                                  |                       |                                 |                                               |        |                        |
| 191 | 22               | "Por Baixo da Árvore (BR)" "What Lies Beneath"                   | Denny Lu e Mike Myhre | Michael Vogel                   | 22 de setembro de 2018 5 de fevereiro de 2019 | 822    | N/A                    |
| Enquanto os alunos da Escola de Amizade de Twilight estão estudando para a prova de "História da Magia em Equestria' na biblioteca, descobrem uma ala nova que nenhum pônei conhecia.                                        |                  |                                                                  |                       |                                 |                                               |        |                        |
| 192 | 23               | "Sons do Silêncio (BR)" "Sounds of Silence"                      | Denny Lu e Mike Myhre | Gregory Bonsignore              | 29 de setembro de 2018 6 de fevereiro de 2019 | 823    | N/A                    |
| Fluttershy e Applejack viajam para a fronteira do Mapa da Amizade para ajudar um grupo de pôneis chamado Qirin. Eles têm tanto medo de magoar os sentimentos uns dos outros que tomaram uma poção do silêncio.               |                  |                                                                  |                       |                                 |                                               |        |                        |
| 193 | 24               | "'Papai Sabe Tudo (BR)" "Father Knows Beast"                     | Denny Lu e Mike Myhre | Josh Haber                      | 6 de outubro de 2018 7 de fevereiro de 2019   | 824    | N/A                    |
| Spike se encanta com um dragão que chega a Ponnyville e alega ser o pai dele. |                  |                                                                  |                       |                                 |                                               |        |                        |
| 194 | 25               | "Escola Arrasada (BR)" (Parte 1) "School Raze" (Part 1)          | Denny Lu e Mike Myhre | Nicole Dubuc                    | 13 de outubro de 2018 8 de fevereiro de 2019  | 825    | N/A                    |
| Alguma coisa estranha acontece com a magia em Equestria. Twilight Sparkle e seus amigos vão fazer de tudo para desvendar o mistério.                                                                                         |                  |                                                                  |                       |                                 |                                               |        |                        |
| 195 | 26               | "Escola Arrasada (BR)" (Parte 2) "School Raze" (Part 2)          | Denny Lu e Mike Myhre | Josh Haber                      | 13 de outubro de 2018 8 de fevereiro de 2019  | 826    | N/A                    |
| Com a trama para tomar a Escola de Amizade a todo vapor, as Cutie Mark Crusaders precisam salvar o dia. Será que vão conseguir?                                                                                              |                  |                                                                  |                       |                                 |                                               |        |                        |

### My Little Pony: O Filme/A Magia dos Póneis(2017)
Em 20 de outubro de 2014, a Hasbro e a AllSpark Pictures anunciaram um longa-metragem da quarta geração de My Little Pony chamado My Little Pony: A Amizade é Mágica para ser lançado em 2017. Joe Ballarini (A Era do Gelo 4) irá escrever o roteiro com Meghan McCarthy como co-produtora executiva. O Filme estreou mundialmente a partir do dia 5 de outubro de 2017. No Brasil estreou no dia 5 de outubro de 2017. Nos Estados Unidos e no Canadá estreou no dia 6 de outubro de 2017. Em Portugal estreou no dia 14 de dezembro de 2017.
| Título | Dirigido por    | Escrito por                                                                                              | Exibição                                                         |
| --- | --------------- | --- | ---------------------------------------------------------------- |
| "My Little Pony: O Filme/A Magia dos Póneis" | Jayson Thiessen | História por : Meghan McCarthy e Joe Ballarini Roteiro por : Meghan McCarthy, Rita Hsiao e Michael Vogel | 6 de outubro de 2017 5 de outubro de 2017 14 de dezembro de 2017 |
| Uma nova força sombria ameaça Ponyville e as Mane Six – Twilight Sparkle, Applejack, Rainbow Dash, Pinkie Pie, Fluttershy e Rarity – embarcam em uma inesquecível jornada além de Equestria onde elas irão encontrar novos amigos e desafios exitantes em uma busca para usar a magia da amizade e salvar sua casa. |                 | |                                                                  |

### Especial de natal (2018)
| # | # | Título                                                                             | Dirigido por                      | Escrito por   | Exibição                                     |
| --- | - | ---------------------------------------------------------------------------------- | --------------------------------- | ------------- | -------------------------------------------- |
| 196 | 1 | "My Little Pony: O Melhor Presente de Todos (BR) " My Little Pony: Best Gift Ever" | Denny Lu, Jim Miller e Mike Myhre | Michael Vogel | 27 de outubro de 2018 22 de dezembro de 2018 |
| Neste especial de Natal com tema duplo, as Mane Six e o Spike esperam encontrar o melhor presente de todos na Lareira Calorosa. |   |                                                                                    |                                   |               |                                              |

### 9ª Temporada (2019)
No American International Toy Fair de 2018 em 17 de fevereiro de 2018 foi anunciado pela Hasbro uma nona temporada. No TV Kids Guide pelo Gaumont, foi confirmado que a nona temporada terá 26 episódios. Na Toy Fair do ano seguinte, foi confirmado que esta será a última temporada da série. A temporada estreou no dia 6 de abril de 2019 no canal Discovery Family Na versão original, a primeira metade da nona temporada estreou no dia 6 de abril de 2019, no canal Discovery Family. A segunda metade da temporada estreou no dia 3 de agosto do mesmo ano. Os episódios serão exibidos às 11:30 (UTC−5). A temporada terminou no dia 12 de outubro de 2019, com três episódios as duas partes do episódio "The Ending of the End" e "The Last Problem", assim encerrando de vez a série com chave de ouro. No Brasil, estreou no dia 6 de julho de 2019, às 18:30 no canal Discovery Kids. Na decisão do canal, decidiram não exibir novos cinco episódios diariamente e sim exibir dois episódios semanalmente aos sábados, assim como o país de origem que estreiam um episódio inédito, e diferente da oitava temporada que estreou no dia 7 de janeiro e terminou as pressas em 8 de fevereiro, isso foi feito em estratégia para recuperar o prestígio da série após os hiatos dos episódios da 7ª temporada, que havia causado baixa audiência no canal por quase 2 anos de exibição e também teve baixa popularidade. No momento, a programação deu certo, para que a 9ª temporada estreasse no segundo semestre. Apenas 11 episódios foram exibidos de julho até agosto de 2019 e durante esse hiato todo em cerca de quase um ano e uma semana sem episódios novos em 3 de agosto de 2020 a série voltou a ser exibida no canal com novos episódios diariamente as 13:00 começando com o episódio Entre o Escuro e o Amanhecer e terminando com o episódio O Fim do Fim - Parte 2. Por conta que o Discovery Kids é um canal direcionado para o público infantil, os episódios A Última Cruzada e O Último Problema nunca foram exibidos na TV por censura dos casais LGBT e deixando até mesmo essa temporada inacabada nesse país e sem o seu final isso até dois anos depois entre os dias 30 de julho e 1 de agosto de 2022, a plataforma de streaming Globoplay lançou em seu catálogo todos os episódios da 9ª temporada, incluindo os episódios A Última Cruzada e O Último Problema, inéditos até então para o público brasileiro decretando assim oficialmente o encerramento do desenho no Brasil.
| Episódio (série) | Episódio (temp.) | Titulo                                                          | Dirigido por          | Escrito por | Exibição                                    | Código de produção | Audiência (em milhões) |
| --- | ---------------- | --------------------------------------------------------------- | --------------------- | --- | ------------------------------------------- | ------------------ | ---------------------- |
| 197 | 1                | "O Começo do Fim" (Parte 1) "The Beginning of the End" (Part 1) | Denny Lu e Mike Myhre | Joanna Lewis e Kristine Songco | 6 de abril de 2019 6 de julho de 2019       | 901                | N/A                    |
| Quando Celestia e Luna decidem entregar Equestria a Twilight e suas amigas, a nova líder começa a duvidar de sua capacidade. Enquanto o vilão Grogar conspira para conquistar todos os pôneis, o Rei Sombra traça seus planos. |                  |                                                                 |                       | |                                             |                    |                        |
| 198 | 2                | "O Começo do Fim" (Parte 2) "The Beginning of the End" (Part 2) | Denny Lu e Mike Myhre | Joanna Lewis e Kristine Songco | 6 de abril de 2019 6 de julho de 2019       | 902                | N/A                    |
| Enquanto Twilight e as outras pôneis tentam lidar com a destruição da Árvore e Elementos da Harmonia, o Rei Sombra planeja conquistar Equestria.                                                                               |                  |                                                                 |                       | |                                             |                    |                        |
| 199 | 3                | "Desenraizados" "Uprooted"                                      | Denny Lu e Mike Myhre | Nicole Dubuc | 13 de abril de 2019 13 de julho de 2019     | 903                | N/A                    |
| As Young 6 respondem a uma invocação mágica da Árvore da Harmonia, mas descobrem que ela foi destruída. Agora, elas precisam encontrar a melhor forma de honrar sua memória.                                                   |                  |                                                                 |                       | |                                             |                    |                        |
| 200 | 4                | "Sete Pôneis e Um Segredo" "Twilight's Seven"                   | Denny Lu e Mike Myhre | História por : Tara Strong, Ashleigh Ball, Andrea Libman, Tabitha St. Germain e Cathy Weseluck Roteiro por : Josh Haber e Nicole Dubuc | 20 de abril de 2019 13 de julho de 2019     | 904                | N/A                    |
| Twilight e Shining Armor se enfrentam para acabar com uma antiga rivalidade, mas logo descobrem que não são os únicos competidores.                                                                                            |                  |                                                                 |                       | |                                             |                    |                        |
| 201 | 5                | "O Ponto Sem Volta" "The Point of No Return"                    | Denny Lu e Mike Myhre | Gillian M. Berrow | 27 de abril de 2019 20 de julho de 2019     | 905                | N/A                    |
| Twilight percebe que nunca devolveu um livro à Biblioteca de Canterlot. Além de ter que pagar uma multa altíssima, ela descobre que pode ter sido a causa da demissão de sua bibliotecária favorita.                           |                  |                                                                 |                       | |                                             |                    |                        |
| 202 | 6                | "Terreno em Comum" "Common Ground"                              | Denny Lu e Mike Myhre | Josh Haber | 4 de maio de 2019 20 de julho de 2019       | 906                | N/A                    |
| Quibble Pants, um velho amigo de Rainbow Dash, precisa da ajuda da amiga para se aproximar da filha de um pônei especial. Assim como Dash, ela adora esportes, mas Quibble está longe disso.                                   |                  |                                                                 |                       | |                                             |                    |                        |
| 203 | 7                | "Ela é Toda Iaque" "She's All Yak"                              | Denny Lu e Mike Myhre | Brian Hohlfeld | 11 de maio de 2019 27 de julho de 2019      | 907                | N/A                    |
| Sandbar pede a Yona uma dança de pônei, e ela recorre a Rarity e seus amigos para uma reforma na aparência e também na personalidade.                                                                                          |                  |                                                                 |                       | |                                             |                    |                        |
| 204 | 8                | "Aminimigos" "Frenemies"                                        | Denny Lu e Mike Myhre | Michael Vogel | 18 de maio de 2019 3 de agosto de 2019      | 908                | N/A                    |
| Grogar envia sua legião em uma missão para conquistar aliados. Infelizmente, seu plano funciona tão bem que eles quase se tornam amigos.                                                                                       |                  |                                                                 |                       | |                                             |                    |                        |
| 205 | 9                | "Doce e Ardente" "Sweet and Smoky"                              | Denny Lu e Mike Myhre | Kim Beyer-Johnson | 25 de maio de 2019 3 de agosto de 2019      | 909                | N/A                    |
| Smolder retorna a Terra dos Dragões com Spike e Fluttershy para ajudar a animar seu irmão sensível. Quando chegam, surge outro problema: os ovos de dragão não estão chocando.                                                 |                  |                                                                 |                       | |                                             |                    |                        |
| 206 | 10               | "De Volta à Semente" "Going to Seed"                            | Denny Lu e Mike Myhre | Dave Rapp | 1 de junho de 2019 10 de agosto de 2019     | 910                | N/A                    |
| Obcecada em pegar uma criatura mágica, Apple Bloom estraga os planos de Applejack, que quer fazer uma colheita ordenada. |                  |                                                                 |                       | |                                             |                    |                        |
| 207 | 11               | "Orientando Alunos/Conselho de Estudantes" "Student Counsel"    | Denny Lu e Mike Myhre | Josh Haber | 8 de junho de 2019 10 de agosto de 2019     | 911                | N/A                    |
| Starlight Glimmer aprecia seu papel como conselheira da escola e incentiva os alunos a falarem com ela a qualquer momento. |                  |                                                                 |                       | |                                             |                    |                        |
| 208 | 12               | "A Última Cruzada" "The Last Crusade"                           | Denny Lu e Mike Myhre | Nicole Dubuc | 15 de junho de 2019 30 de julho de 2022     | 912                | N/A                    |
| Visitantes inesperados chegam em Ponyville para tentar acabar com os Cutie Mark Crusaders para sempre. |                  |                                                                 |                       | |                                             |                    |                        |
| 209 | 13               | "Entre o Escuro e o Amanhecer" "Between Dark and Dawn"          | Denny Lu e Mike Myhre | Gail Simone | 22 de junho de 2019 3 de agosto de 2020     | 913                | N/A                    |
| As Mane 6 lutam para cobrir os muitos deveres reais das princesas, enquanto Celestia e Luna estão de férias. |                  |                                                                 |                       | |                                             |                    |                        |
| 210 | 14               | "A Ultima Risada" "The Last Laugh"                              | Denny Lu e Mike Myhre | Michael P. Fox e Wil Fox | 3 de agosto de 2019 4 de agosto de 2020     | 914                | N/A                    |
| Pinkie Pie procura ajuda do Cheese Sandwich para encontrar o seu propósito na vida. |                  |                                                                 |                       | |                                             |                    |                        |
| 211 | 15               | "2, 4, 6, Arrasa!" "2, 4, 6 Greaaat"                            | Denny Lu e Mike Myhre | Kaita Mpambara | 10 de agosto de 2019 5 de agosto de 2020    | 915                | N/A                    |
| Rainbow Dash fica chocada ao saber que ela não está treinando para a nova equipe de basebol da Escola da Amizade. |                  |                                                                 |                       | |                                             |                    |                        |
| 212 | 16               | "Uma Busca Trivial" "A Trivial Pursuit"                         | Denny Lu e Mike Myhre | Brittany Jo Flores | 17 de agosto de 2019 6 de agosto de 2020    | 916                | N/A                    |
| Twilight Sparkle está emparelhado com Pinkie para uma noite de Trote Trivial, para a consternação de Twilight. |                  |                                                                 |                       | |                                             |                    |                        |
| 213 | 17               | "O Contratempo de Sol de Verão" "The Summer Sun Setback"        | Denny Lu e Mike Myhre | Michael Vogel | 24 de agosto de 2019 7 de agosto de 2020    | 917                | N/A                    |
| As Mane Six tentam finalizar a extraordinária Celebração do Solstício de Verão da Celestia e Luna. |                  |                                                                 |                       | |                                             |                    |                        |
| 214 | 18               | "Ela Fala com Angel" "She's Talks to Angel"                     | Denny Lu e Mike Myhre | Nick Confalone | 31 de agosto de 2019 10 de agosto de 2020   | 918                | N/A                    |
| Fluttershy procura ajuda de Zecora para entender seu coelho de estimação, Angel. |                  |                                                                 |                       | |                                             |                    |                        |
| 215 | 19               | "Dragão Disputado" "Dragon Dropped"                             | Denny Lu e Mike Myhre | Josh Haber | 7 de setembro de 2019 11 de agosto de 2020  | 919                | N/A                    |
| Quando Spike deixa de passar tempo de qualidade com Rarity, Rarity teme que possa ter feito algo errado. |                  |                                                                 |                       | |                                             |                    |                        |
| 216 | 20               | "Com Um Casco Dentro" "A Horse Shoe-In"                         | Denny Lu e Mike Myhre | Ariel Shepherd-Oppenheim | 14 de setembro de 2019 12 de agosto de 2020 | 920                | N/A                    |
| Starlight Glimmer procura um Vice Headmare para a Escola da Amizade. |                  |                                                                 |                       | |                                             |                    |                        |
| 217 | 21               | "Daring em Dúvida" "Daring Doubt"                               | Denny Lu e Mike Myhre | Nicole Dubuc | 21 de setembro de 2019 13 de agosto de 2020 | 921                | N/A                    |
| Fluttershy parte em busca de um misterioso escritor que publica suas próprias versões de aventuras de Daring Do. |                  |                                                                 |                       | |                                             |                    |                        |
| 218 | 22               | "Crescer É uma Coisa Difícil" "Growing Up is Hard to Do"        | Denny Lu e Mike Myhre | Ed Valentine | 28 de setembro de 2019 14 de agosto de 2020 | 922                | N/A                    |
| As Cutie Mark Crusaders descobrem que crescer é muito mais difícil do que elas pensavam. |                  |                                                                 |                       | |                                             |                    |                        |
| 219 | 23               | "A Pergunta do Big Mac" "The Big Mac Question"                  | Denny Lu e Mike Myhre | Josh Haber e Michael Vogel | 5 de outubro de 2019 17 de agosto de 2020   | 923                | N/A                    |
| As coisas dão errado quando Big McIntosh e Sugar Belle decidem se casar. |                  |                                                                 |                       | |                                             |                    |                        |
| 220 | 24               | "O Fim do Fim" (Parte 1) "The Ending of the End" (Part 1)       | Denny Lu e Mike Myhre | Nicole Dubuc | 12 de outubro de 2019 18 de agosto de 2020  | 924                | N/A                    |
| Uma aliança de vilões libera seu poder sobre Equestria. |                  |                                                                 |                       | |                                             |                    |                        |
| 221 | 25               | "O Fim do Fim" (Parte 2) "The Ending of the End" (Part 2)       | Denny Lu e Mike Myhre | Michael Vogel | 12 de outubro de 2019 19 de agosto de 2020  | 925                | N/A                    |
| As Mane Six enfrentam os inimigos mais perigosos de Equestria. |                  |                                                                 |                       | |                                             |                    |                        |
| 222 | 26               | "O Último Problema" "The Last Problem"                          | Denny Lu e Mike Myhre | Josh Haber | 12 de outubro de 2019 1 de agosto de 2022   | 926                | N/A                    |
| Em um futuro distante, a Princesa Twilight Sparkle tenta resolver o problema de amizade de um estudante. |                  |                                                                 |                       | |                                             |                    |                        |

### Em Busca do Arco-Íris/A Viagem da Rainbow/Viagem no Arco-Íris(2019)
| # | Título | Dirigido por      | Escrito por       | Exibição                                                     |
| --- | --- | ----------------- | ----------------- | ------------------------------------------------------------ |
| 1 | "My Little Pony: Em Busca do Arco-Íris / A Viagem da Rainbow (BR) My Little Pony: Viagem no Arco-Íris (PT)" My Little Pony: Rainbow Roadtrip" | Gillian Comerford | Kim Beyer-Johnson | 29 de junho de 2019 27 de julho de 2019 15 de agosto de 2023 |
| Rainbow Dash é a convidada de honra do Festival do Arco-Íris de Hope Hollow. Ao chegar ao local, o grupo das Mane 6 descobre que o evento foi cancelado anos atrás e que a cidade foi dominada por um misterioso feitiço. | |                   |                   |                                                              |

### Curtas animadas (2019)
| # | Título                    | Dirigido por          | Escrito por       | Data de exibição        |
| - | ------------------------- | --------------------- | ----------------- | ----------------------- |
| 1 | "Rarity's Biggest Fan"    | Denny Lu & Mike Myhre | Gillian M. Berrow | 29 de janeiro de 2019   |
| 2 | "Ail-icorn"               | Denny Lu & Mike Myhre | Kim Beyer-Johnson | 5 de fevereiro de 2019  |
| 3 | "Teacher of the Month"    | Denny Lu & Mike Myhre | Kim Beyer-Johnson | 12 de fevereiro de 2019 |
| 4 | "Starlight the Hypnotist" | Denny Lu & Mike Myhre | Gillian M. Berrow | 19 de fevereiro de 2019 |
| 5 | "Sundae, Sundae, Sundae"  | Denny Lu & Mike Myhre | Gillian M. Berrow | 26 de fevereiro de 2019 |

### Clipes da série (2020)
Episódios de clipes da série estão sendo lançados, o primeiro dos quais foi lançado através do serviço de vídeo sob demanda 9Now na Austrália em 20 de abril de 2020. Esses episódios substituem as palavras "Friendship is Magic" no logotipo da série por "Friendship is Forever" na sequência de abertura, e eles apresentam vários clipes de episódios das temporadas um a nove ao lado de uma nova animação.
| # | #   | Título                   | Dirigido por          | Escrito por | Data de exibição |
| --- | --- | ------------------------ | --------------------- | ----------- | ---------------- |
| TDA | TDA | "A-Dressing Memories"    | Denny Lu e Mike Myhre | Josh Haber  | TDA              |
| Rarity relembra seus momentos passados de generosidade enquanto faz o vestido para a coroação da princesa de Twilight Sparkle.                                                      |     |                          |                       |             |                  |
| TDA | TDA | "Cakes for the Memories" | Denny Lu e Mike Myhre | Josh Haber  | TDA              |
| Pinkie Pie relembra seus momentos passados de risada enquanto preparava os bolos para a coroação da princesa de Twilight Sparkle.                                                   |     |                          |                       |             |                  |
| TDA | TDA | "Memnagerie"             | Denny Lu e Mike Myhre | Josh Haber  | TDA              |
| Fluttershy relembra seus momentos passados de bondade, enquanto Twilight Sparkle a ajuda a supervisionar os ensaios para a apresentação animal da coroação da princesa em Twilight. |     |                          |                       |             |                  |
| TDA | TDA | "Deep Tissue Memories"   | Denny Lu e Mike Myhre | Josh Haber  | TDA              |
| Rainbow Dash relembra seus momentos passados de lealdade (e grandiosidade) com Twilight Sparkle no Ponyville Day Spa.                                                               |     |                          |                       |             |                  |
| TDA | TDA | "Harvesting Memories"    | Denny Lu e Mike Myhre | Josh Haber  | TDA              |
| Applejack relembra seus momentos passados de honestidade sem revelar suas verdadeiras intenções a Twilight Sparkle.                                                                 |     |                          |                       |             |                  |
| TDA | TDA | "Memories and More"      | Denny Lu e Mike Myhre | Josh Haber  | TDA              |
| Starlight Glimmer, Spike e o resto de seus amigos fazem acréscimos de memória de última hora à página de recados de Twilight Sparkle presentes a tempo de sua coroação.             |     |                          |                       |             |                  |

## My Little Pony: Equestria Girls(2017-2019)
Os três especiais foram anunciadas junto com o filme My Little Pony: O Filme/The Movie - A Magia dos Póneis em 2017 e é composto por Dance Magic (Magia da Dança), Movie Magic (Magia do Cinema) e Mirror Magic (Magia do Espelho). Estreou no Brasil no dia 17 de junho de 2017 e terminou no dia 1 de julho de 2017. Estreou em Portugal, com os três episódios juntos no dia 1 de outubro de 2017. No resto do mundo estreou em streaming na Netflix. Em 17 de fevereiro de 2018, foi exibido primeiro especial de 44 minutos, intitulado My Little Pony: Equestria Girls – Forgotten Friendship. Em 6 de julho de 2018, foi exibido segundo especial de 44 minutos, intitulado My Little Pony: Equestria Girls – Rollercoaster of Friendship. Em 30 de março de 2019, foi exibido terceiro especial de 44 minutos, intitulado My Little Pony: Equestria Girls – Spring Breakdown. Em 27 de julho de 2019, foi exibido quarto especial de 44 minutos, intitulado My Little Pony: Equestria Girls – Sunset's Backstage Pass. Em 2 de novembro de 2019, foi exibido especial de natal de 44 minutos, intitulado My Little Pony: Equestria Girls – Holidays Unwrapped.
| # | Título                                                             | Dirigido por | Escrito por               | Exibição original                             |
| - | ------------------------------------------------------------------ | ------------ | ------------------------- | --------------------------------------------- |
| 1 | "Magia da Dança (BR) " "Dance Magic"                               | Ishi Rudell  | G.M. Berrow               | 24 de junho de 2017 17 de junho de 2017       |
| 2 | "Magia do Cinema (BR) " "Movie Magic"                              | Ishi Rudell  | Noelle Benvenut           | 1 de julho de 2017 24 de junho de 2017        |
| 3 | "Magia do Espelho (BR) " "Mirror Magic"                            | Ishi Rudell  | Rachel Vine e Dave Polsky | 8 de julho de 2017 1 de julho de 2017         |
| 4 | "Uma Amizade Pra Ser Lembrada (BR) " "Forgotten Friendship"        | Ishi Rudell  | Nick Confalone            | 17 de fevereiro de 2018 13 de outubro de 2018 |
| 5 | "A Montanha-russa da Amizade (BR) " "Rollercoaster of Friendship"  | Ishi Rudell  | Nick Confalone            | 6 de julho de 2018 13 de dezembro de 2018     |
| 6 | "Pânico nas Férias (BR) " "Spring Breakdown"                       | Ishi Rudell  | Nick Confalone            | 30 de março de 2019 14 de abril de 2019       |
| 7 | "Festival de Músicas das Estrelas (BR) " "Sunset's Backstage Pass" | Ishi Rudell  | Whitney Rails             | 27 de julho de 2019 6 de julho de 2019        |
| 9 | "Aventuras de Fim de Ano (BR) " "Holidays Unwrapped"               | Ishi Rudell  | Anna Christopher          | 2 de novembro de 2019 24 de dezembro de 2019  |